# Динамо (футбольный клуб, Киев)
«Дина́мо» (укр. «Динамо») — украинский футбольный клуб из города Киев, постоянный участник чемпионатов Украины по футболу. Самый титулованный футбольный клуб СССР и Украины.
Клуб основан 13 мая 1927 года. Первая зарегистрированная игра состоялась 17 июля 1928 года против одесского «Динамо» (2:2). В советский период клуб выиграл 13 чемпионатов СССР, 9 Кубков СССР, 3 Суперкубка СССР. Один из двух футбольных клубов (вместе с московским «Динамо»), участвовавший во всех чемпионатах СССР в высшем дивизионе. Стал первой не московской командой, выигравшей чемпионат СССР.
На международной арене выиграл 2 Кубка обладателей кубков (1975, 1986) и Суперкубок УЕФА (1975). Первый советский клуб, завоевавший европейский трофей.
В независимой Украине выиграл 17 национальных чемпионатов, 13 национальных кубков, 9 Суперкубков Украины.
Домашний стадион клуба, НСК «Олимпийский», был открыт в 1923 году и является крупнейшим футбольным стадионом Украины, вмещающим более 70 тысяч болельщиков.
Киевское «Динамо» заняло 8 место в списке лучших клубов мира XX века по версии журнала kicker, а также 16-е место в списке лучших европейских клубов XX века по версии IFFHS. По данным аналитического агентства CK, по результатам 2011 года «Динамо» было первым на Украине и 19-м в Европе футбольным клубом по количеству реальных болельщиков.

## История

### Основание
13 мая 1927 года был официально зарегистрирован Устав Киевского пролетарского спортивного общества «Динамо» Межведомственной комиссией по делам общественных организаций и союзов Киевского округа. Под флагом «Динамо» собрались представители ОГПУ, футболисты которого защищали цвета клуба «Совторгслужащие». Поэтому попытки руководства «Динамо» создать во время сезона свою футбольную команду успехом не закончились, так как «Совторгслужащие» были одними из главных претендентов на призовые места в чемпионате Киева и создание «Динамо» было весьма рискованным делом. Поэтому первое упоминание о футбольном клубе «Динамо» появилось лишь 5 апреля 1928 года в газете «Вечерний Киев»:
Киевское спортивное общество «Динамо» в текущем году организовывает свою футбольную команду. «Динамо» поднял вопрос перед Окрсофиком о включении команды в розыгрыши матчей.
Именно тогда по инициативе Семёна Западного, начальника Киевского ОГПУ, была основана футбольная команда. Его заместитель — Сергей Барминский стал формировать состав команды, в который вошли как кадровые чекисты, так и футболисты других киевских команд. Причём все футболисты или входили в сборную Киева, или были чемпионами города.
И только 1 июля 1928 года клуб провёл первую официальную игру.

«Динамо» (Киев). Август 1928 года

Однако именно 1927 год, как год основания, нашёл своё отражение в современной эмблеме клуба и зафиксирован в официальных документах и справочниках ФИФА и УЕФА. Регистрация ПСТ «Динамо» 13 мая 1927 года, в рамках которого и зародилась позже футбольная команда, подтверждена документами, находящимися в Центральном государственном архиве высших органов власти и управления Украины (фонд № 5, описание 3, дело 418, лист 25 и фонд № 5, описание 3, дело № 472, лист 66). Никаких других документов о создании футбольной команды «Динамо» в рамках Киевского ПСО «Динамо», которые относятся к 1927 или к началу 1928 года не выявлено. Поэтому 13 мая 1927 года официально считается днём рождения футбольного клуба «Динамо».
Первую официальную игру «Динамо» провело в Белой Церкви против сборной этого города. «Динамо» уже на 5 минуте открыло счёт, однако уступило со счётом 1:2. 15 июля белоцерковская газета «Советская нива» так описала это событие:
Во втором тайме Белая Церковь легко забивает мяч и этим самым уравнивает игру. Киев делает несколько прорывов, бьёт штрафной удар, но упускают мяч, который громко свистит в воздухе. Под конец Белая Церковь под аплодисменты тысячной публики забивает второй мяч. Финальный свисток судьи фиксирует победу Белой Церкви со счётом 2-1 ...
Следующий матч состоялся 17 июля 1928 года против клуба «Динамо» (Одесса). Игра проходила при сильной жаре и в невысоком темпе, матч закончился со счётом 2:2. Сразу после этой игры Барминский пригласил в «Динамо» из Одессы своего старого знакомого Лазаря Когена, который в то время успел прославиться как организатор лучшей местной команды «Местран». В Киеве его назначили инструктором клуба, что по современных меркам соответствует администратору.
Однако из-за организационных неполадок в 1928 году «Динамо» не участвовало в первенстве города среди профсоюзов и вынуждено было проводить лишь товарищеские матчи.
1 сентября 1928 года киевляне в товарищеской игре приняли чемпионов Москвы — «Динамо» (Москва). Гости разгромили украинский клуб со счётом 6:2. Признание команды появилось 18 ноября после победы над общепризнанным лидером киевского футбола — «Желдором» со счётом 1:0.
Однако селекционные методы новообразованной команды были раскритикованы, так как команда переманивала в свои ряды лучших футболистов, предоставляя им более высокооплачиваемую и престижную работу в ГПУ. Это объясняется тем, что на тот момент в СССР военные и чекистские ведомства были финансово обеспечены на порядок лучше других.

### 1929—1941

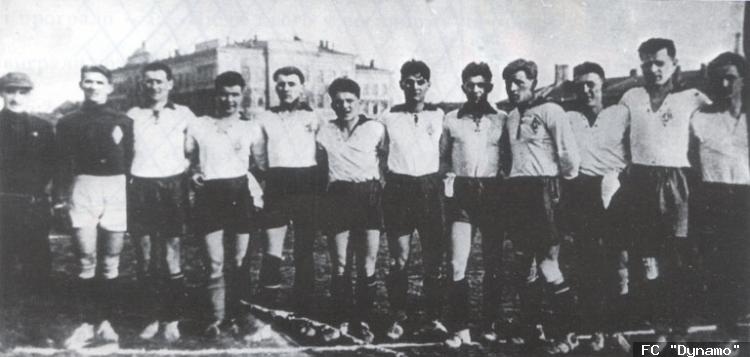
Команда 1929 года

14 сентября 1929 года «Динамо» проводит свой первый международный матч с рабочей командой Нижней Австрии «Дойч Ваграм», однако футболисты проиграли со счётом 3:4.
В мае 1933 года, чтобы выбраться из зоны охватившего Украину Голодомора, была организована длительная поездка команды по маршруту Баку — Тифлис — Эривань. Сыграв в Баку вничью 0:0, динамовцы совершили пересадку в Тифлисе, где проводник первого вагона поезда не разрешил посадку, поскольку их места были уже заняты, поэтому футболисты уехали в восьмом вагоне. Во время поездки поезд сошёл с рельсов, первые вагоны пошли под откос, из-за чего погибли многие люди, и лишь случайность спасла игроков «Динамо», которым трое суток пришлось ждать ремонта железнодорожного пути, чтобы добраться до Эриваня.
В 1935 году футболисты «Динамо» в составе сборной Украины осуществили поездку во Францию и Бельгию, где в товарищеской игре разгромили четырёхкратного обладателя Кубка Франции «Ред Стар» со счётом 6:1. В 1935 году единое первенство Советского Союза не проводили. Киевляне приобретали опыт в играх на первенство спортивного общества «Динамо». Там они выигрывали у «динамовцев» из Одессы и Харькова.
В 1936 году в СССР было решено создать единый командный чемпионат вместо множества разнообразных разноуровневых турниров. Представителем от Украины стала сильнейшая на тот момент команда УССР — «Динамо» (Киев). Дебют в чемпионате состоялся в Киеве 24 мая 1936 года, когда московское «Динамо» разгромило хозяев со счётом 5:1. Единственный гол нападающего Николая Махини стал для украинского клуба первым голом в чемпионатах Советского Союза. После этого «Динамо» (Киев) пыталось догнать москвичей, но им это не удалось. Единственная украинская команда на втором месте. Местные болельщики восприняли такое выступление как безусловный успех.
В 1937 году впервые был проведён полноценный двухкруговой чемпионат, в котором «Динамо» снова получило призовое место, пропустив вперёд лишь московские «Динамо» и «Спартак». Однако в дальнейшем до Второй мировой войны никаких достижений киевляне не добились. 18 мая 1938 игрок киевского «Динамо» Макар Гончаренко в матче с ленинградским «Спартаком» сделал первый покер в истории чемпионатов СССР. В 1939 году, после присоединения Западной Украины к Украинской ССР, из новых регионов в клуб перешло много новых игроков, в частности известнейшими стали Александр Скоцень, Михаил Матиас, Казимеж Гурский и Олег Лаевский.
Также в этот период «Динамо» принимало участие в розыгрышах Кубка Украинской ССР, получив этот трофей в 1936, 1937, 1938, 1944, 1946, 1947 и 1948 годах.
В 1937—1941 годах под Черепановой горой сооружался новый Республиканский стадион. Открытие этого спортивного комплекса, в строительстве которого посредством субботников участвовал весь Киев, было намечено на 22 июня 1941 года. Именно тогда на этом стадионе должен был состояться футбольный матч чемпионата между командами киевского «Динамо» и московского ЦДКА. Но в тот день началась Великая Отечественная война и матч отменили.

### 1941—1944. Футбол в оккупированном Киеве
22 июня 1941 года Германия напала на СССР. С началом войны большинство игроков были призваны в ряды в Красной Армии, народное ополчение и истребительные батальоны. 1 июля началась эвакуация из Киева. Но футболисты «Динамо», подлежавшие призыву, оставались в городе. Тренер команды Михаил Бутусов и бывший капитан команды Константин Щегоцкий пытались уговорить начальника киевского НКВД Льва Варнавского отправить в тыл не только новичков-футболистов из Западной Украины, но и всех остальных членов команды. Варнавский увидел в этом трусость и отказался помочь с эвакуацией.
В начальный период войны германское командование освобождало из плена украинцев. Так, вернулись из плена Михаил Свиридовский, Фёдор Тютчев, Михаил Путистин, Николай Коротких, Николай Голимбиевский, Лев Гундарев, Иван Кузьменко, Алексей Клименко, Павел Комаров, Юрий Чернега, Александр Ткаченко и Михаил Мельник. Кроме того, в начале войны в народное ополчение записался Николай Трусевич, воевал батальонным разведчиком, однако был ранен и не смог выйти из окружения, поэтому также вернулся в оккупированный Киев.

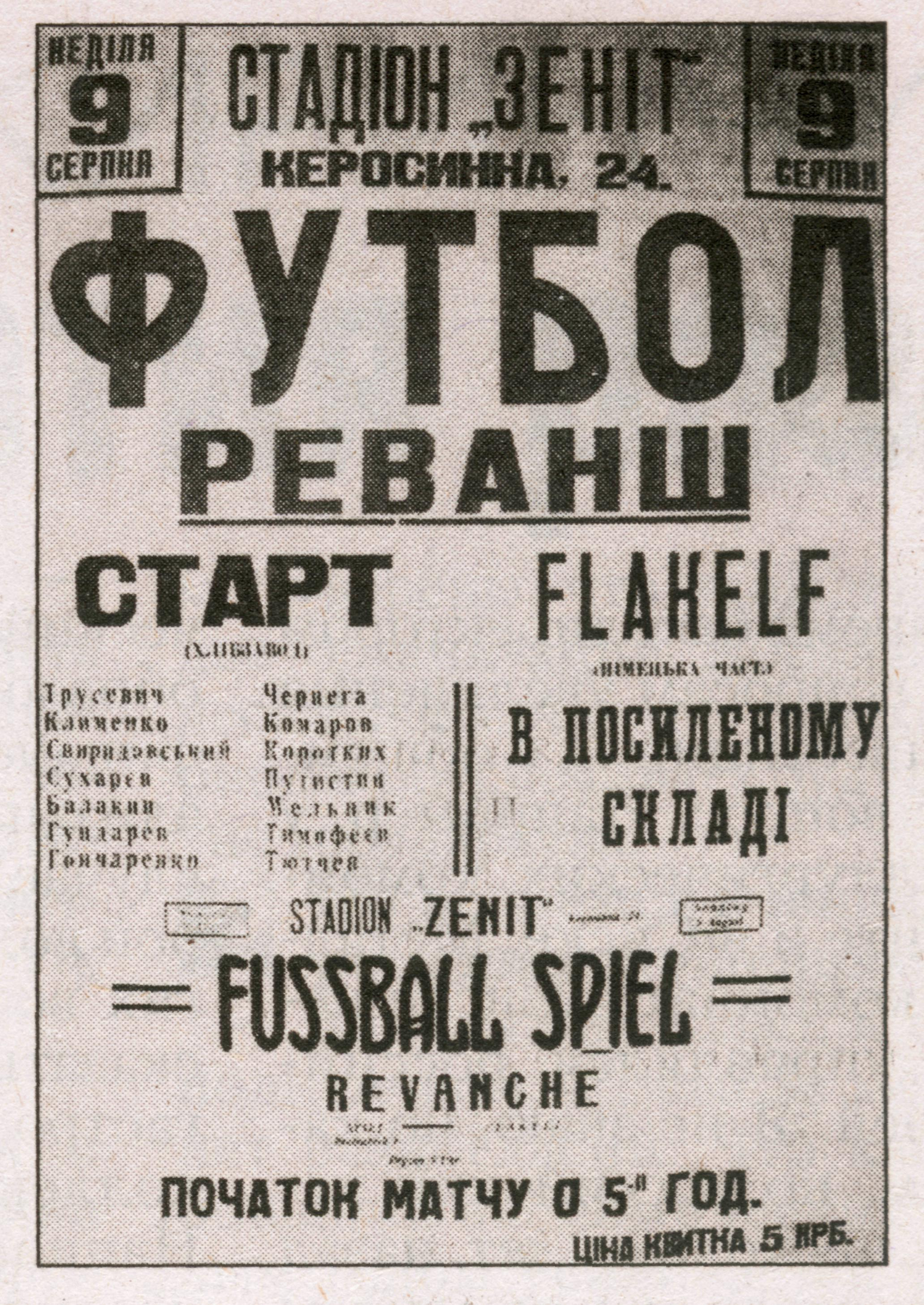
Афиша матча «Старт» — «Флакельф» 9 августа 1942 года

При оккупационном режиме, который воцарился в Киеве, каждый футболист должен был работать, чтобы, прежде всего, выжить и не быть обвинённым в саботаже. Коротких работал поваром в столовой, Путистин устроился туда же мастером. Василий Сухарев работал на железной дороге. Юрий Чернега пошёл работать в охрану горуправы, в полицию пошли Гундарев, Голимбиевский, Ткаченко и Георгий Тимофеев. Директор киевского хлебозавода Йозеф Кордик — чех, из военнопленных бывшей австро-венгерской армии времён Первой мировой войны — был большим любителем спорта. Именно он дал работу на хлебозаводе № 1 известным довоенным украинским спортсменам: здесь работали боксёры Трофимов, Туровцев, Червинский, гимнасты Ганин, Эме, Шинкаренко, пловцы Михайленко, Салопин. Сюда же он пригласил на работу и футболиста Николая Трусевича, за которым пришли ещё семь «динамовцев»: Свиридовский, Кузьменко, Клименко, Макар Гончаренко, Путистин, Тютчев, Комаров и Владимир Балакин, который до войны играл за «Локомотив».
По инициативе Кордика из них и была сформирована команда. Кроме этих первых футболистов, впоследствии за команду хлебозавода начали играть ещё «динамовцы» Мельник, Гундарев, Коротких, Чернега, Тимофеев и Василий Сухарев, который до войны играл за «Локомотив». Команда оказалась достаточно опытной и возрастной. Самому молодому (Мельнику) было 27 лет, а самому старшему (Тютчеву) — 35.
Стали тренироваться на стадионе «Зенит», построенном в 1930-е годы по ул. Керосинной, 24. Играли в красных футболках. Команду назвали «Старт». В её состав вошли бывшие «динамовцы»: М. Трусевич, И. Кузьменко, А. Клименко, Н. Коротких, Макар Гончаренко, Павел Комаров, Михаил Путистин, Михаил Свиридовский, Фёдор Тютчев и бывшие игроки «Локомотива» Владимир Балакин, Михаил Мельник и Василий Сухарев.
Стадион «Динамо» стал называться Немецким стадионом, а Республиканский — Украинским. Именно на нём 7 июня 1942 года состоялось официальное открытие футбольного сезона. Играли команда «Старт» хлебозавода № 1 и команда «Рух». Победили бывшие опытные «динамовцы» со счётом 7:2. Такими же победными были и все последующие встречи, происходившие уже на стадионе «Зенит»: 21 июня — с командой венгерских воинов (6:2), 5 июля — с румынскими солдатами (11:0), 17 июля — с немецкой командой железнодорожников (6:0). Однако 17 июля эту разгромную победу газета «Новое украинское слово» полностью раскритиковала:
Но выигрыш этот никак нельзя признать как достижение футболистов «Старта». Немецкая команда состоит из отдельных сильных футболистов, но командой в полном понимании этого слова её назвать нельзя. И поэтому нет ничего удивительного, ибо она состоит из футболистов, которые случайно попали в часть, за которую играют. Ощущается и недостаток тренировок, без которых никакая команда не сможет ничего сделать. Команда «Старт», как всем хорошо известно, в своей основе состоит из футболистов бывшей команды мастеров «Динамо», поэтому и требовать от них следует значительно больше, нежели то, что они показали в этом матче.

Команда «Старт» (в тёмных футболках) и «Флакельф» (в белых) перед первым матчем 6 августа 1942 года

Однако украинские футболисты продолжили победную серию. 19 июля — с венгерской командой MSG Wal (5:1). Через неделю венгры вызвали «Старт» на матч-реванш и снова проиграли — 2:3. 6 августа состоялся матч «Старта» с командой немецких зенитчиков «Flakelf», и снова победа — 5:1. 9 августа состоялся матч-реванш с зенитчиками. «Старт» победил со счётом 5:3. Именно этот матч стал легендарным «Матчем смерти». О нём написал Лев Кассиль, впервые назвав его «матчем смерти». С тех пор этот матч стал одним из советских мифов, носившим политико-воспитательную окраску. В 1957 году появилась повесть Петра Северова и Наума Хелемского «Последний поединок». Мифотворцы заменили команду зенитчиков на сборную «Люфтваффе» — военно-воздушных сил Германии, хотя не известно, существовала ли такая команда вообще. Потом сняли художественный фильм «Третий тайм», действие которого происходило почему-то не на Керосинной, а на верхнем тренировочном поле Республиканского стадиона. Всех живых участников «матча смерти» и тех, кто погиб, наградили боевыми медалями «За отвагу». М. Путистин отказался от награды.
16 августа «Старт» играл с «Рухом» и победил со счётом 8:0. Это была последняя игра «Старта». Всего футболистами «Старта» было сыграно с 7 июня по 16 августа 1942 года 10 матчей, добыто 10 побед, забито 56 голов, пропущено — 11.
18 августа 1942 года футболистов, которые работали на хлебозаводе — Трусевича, Путистина, Кузьменко, Клименко, Гончаренко, Тютчева, Свиридовского, Балакина и Комарова арестовали. На футболистов донесли, что команда «Динамо» была в ведении НКВД, а её игроки числились в штате НКВД и имели воинские звания.

— Из показаний Свиридовского:
16 августа сыграли последнюю игру, сыграли очень удачно. 18 августа около десяти часов утра во время нашей работы — мы грузили муку на склад — нас вызвали к директору… Приходим. Сидит гестаповец, стоит машина … В это время на заводе не было Тютчева и Гончаренко. Тютчев после матча получил повреждение, пошёл в больницу, а Гончаренко был в отсутствии … Привезли нас на Короленко, 33 в гестапо, заключили во внутреннюю тюрьму. … При допросе мы узнали, что Гончаренко и Тютчев тоже сидят… Балакин был освобожден. Он ничего к «Динамо» не имел, а брат его был в «Динамо». Мы были преданы. Нас обвиняли в том, что «Динамо» было организована НКВД, а раз так, то цель организации понятна… Из 8 арестованных освобождён только Балакин, который состоял в команде «Локомотив».

— Из показаний Макара Гончаренко:
18 августа 1942 года я был арестован гестапо по доносу некого Швецова, который сообщил немцам о том, что я являюсь работником НКВД, по этой же причине вместе со мной были арестованы другие товарищи: Трусевич, Клименко, Кузьменко, Путистин, Комаров, Тютчев, Свиридовский и Балакин. После допроса нас отправили в Сырецкие концлагеря, где мы находились 14 месяцев, с сентября 1942 по октябрь 1943 года.
За полгода, накануне 25-й годовщины Красной армии 23 февраля 1943 года, подпольщики сожгли механический завод «Спорт», куда немцы привезли сто саней для оковки. Сгорели все основные цеха. За это 24 февраля в Сырецком концлагере состоялся расстрел сорока заложников, в число которых попали и три футболиста «Старта» — Трусевич, Кузьменко и Клименко. При других обстоятельствах погиб в полиции безопасности Коротких, арестованный как кадровый сотрудник НКВД.
Чудом удалось бежать из концлагеря Тютчеву, Гончаренко и Свиридовскому.

— Из показаний Свиридовского:
Первым сделал побег из этого лагеря Тютчев. Бежал с группой грузчиков из четырёх человек, бежали с Подола. После этого бежал я и Гончаренко с Мельниковым, в числе 16 человек, то есть всей бригадой удрали. В побеге нам помогла полиция. Среди них были спортсмены-футболисты. Они заметили, что мы начинаем сматывать удочки, отвернулись в сторону, как будто бы не видят.
Путистина в октябре 1943 года послали на погрузочные работы на завод «Большевик». Оттуда ему удалось бежать и даже выбраться из Киева. Комарова угнали в Германию во время эвакуации Сырецкого концлагеря в сентябре 1943 года.
Кроме того, не все футболисты «Динамо», которые попали в советскую армию, вернулись домой. Так, во время обороны Киева в районе Ирпеня погиб левый крайний Иосиф Качкин, не вернулся с фронта Михаил Волин.
2 мая 1944 года, после возвращения советской власти, на стадионе «Динамо» состоялась товарищеская встреча киевских «динамовцев» с московским «Спартаком». Из довоенных игроков в составе «Динамо» остались Антон Идзковский, Николай Махиня, Пётр Лайко, Павел Виньковатов, Николай Балакин, Константин Калач, участники матчей 1942 года — Макар Гончаренко и бывшие игроки «Локомотива» Владимир Балакин и Василий Сухарев.

### 1946—1961

«Динамо» со своим первым Кубком СССР, 1954 год

В первые послевоенные годы все, кто остались в команде, уже были ветеранами. Хотя в эти годы киевское «Динамо» пополнила целая группа выходцев из закарпатских клубов (В. Годнычак, Э. Юст, З. Дерфи, З. Сенгетовский, М. Коман, Д. Товт и другие), команда все равно не могла противостоять другим клубам, которые лучше перенесли войну. В 1945 году «Динамо» заняло предпоследнее место в чемпионате, а в 1946 году — последнее, и по регламенту должно было понизиться в классе, однако для команды сделали исключение, вспомнив потери военного времени. Кроме того, эти события сопровождались тренерской лихорадкой: с 1946 до 1951 года клуб сменили десять наставников.
Первым послевоенным успехом стала победа в турнире дублёров в сезоне 1949 года.
Переломным стал сезон 1951 года, накануне которого коллектив возглавил Олег Ошенков. Новый тренер ввёл в основной состав молодёжь, хорошо зарекомендовавшую себя в дубле, резко сократил зимние каникулы своих подопечных, предложив им серьёзную программу физической подготовки, включавшую спортивные игры, упражнения и даже бокс. Уже в следующем чемпионате, проводившемся в один круг в Москве, это принесло первые результаты. Киевские «динамовцы» из заурядных середнячков превратились в одного из фаворитов, завоевав серебряные награды и пропустив вперёд лишь московский «Спартак».
Первую большую победу подопечные Ошенкова одержали в 1954 году в розыгрыше Кубка СССР. На пути к финалу «динамовцы» обыграли вильнюсский «Спартак» (4:2), московский «Спартак» (3:1), ЦДКА (3:1 в дополнительное время), ленинградский «Зенит» (1:0 в дополнительное время). В финале Кубка на московском «Стадионе Динамо», киевскому «Динамо» противостоял малоизвестный ереванский «Спартак». Матч проходил при сильном ливне и тумане, однако всё равно киевляне смогли одолеть оппонентов и получить первый в своей истории Кубок СССР.
В конце 1950-х «динамовцы» обновили состав. Ушли Е. Лемешко, Л. Остроушко, Э. Юст, Ю. Шевченко, Пополнили ряды клуба С. Богачек, И. Секеч, В. Лобановский, Е. Снитко, А. Гаваши, В. Турянчик, Й. Сабо, а тренером стал известный в прошлом игрок ЦДКА Вячеслав Соловьев. Сезон 1960 года принёс киевлянам «серебро».

«Динамо» (Киев) в свой первый чемпионский сезон, 1961 год

В сезоне 1961 года «Динамо» впервые выиграло чемпионат СССР. На 4 очка команда из столицы УССР опередила московское «Торпедо». «Динамовцы» Киева в первенстве страны провели 30 матчей. Только в трёх из них они потерпели поражение и девять закончили вничью. Самое обидное поражение в том сезоне со счётом 0:5 они потерпели от московских одноклубников 23 июля 1961 года. О силе линии нападения, где выступали такие футболисты, как Олег Базилевич, Виктор Каневский, Валерий Лобановский, Виктор Серебряников, свидетельствует тот факт, что они забили целых 54 мяча. А о силе защитной линии — тот факт, что опытному голкиперу Олегу Макарову в 12 матчах так и не довелось ни разу вынимать мяч из сетки. Это был первый случай в истории чемпионатов Союза, когда звание сильнейшей команды завоевали не представители Москвы.
Первые динамовские золотые медали получили:
- Вратари: Олег Макаров, Леонид Клюев
- Защитники: Николай Кольцов, Владимир Щегольков, Виталий Щербаков, Владимир Ерохин, Анатолий Сучков, Владимир Ануфриенко, Виктор Пестриков
- Полузащитники: Йожеф Сабо, Юрий Войнов, Владимир Сорокин, Андрей Биба, Валерий Веригин, Василий Турянчик
- Нападающие: Виктор Серебряников, Валентин Трояновский, Олег Базилевич, Валерий Лобановский, Виктор Каневский, Николай Каштанов, Игорь Зайцев.
- Тренер: Вячеслав Соловьёв, ассистент — Михаил Коман.

### 1962—1966
После триумфального 1961 года в двух последующих сезонах «динамовцы» резко сдали. В 1962 году команда заняла 5 место, а годом позже — 7.
В январе 1964 года пост главного тренера киевского «Динамо» занял Виктор Маслов. В этом же году «Динамо» выиграло Кубок СССР, победив в финале куйбышевские «Крылья Советов» со счётом 1:0.
Маслову и его подопечным было доверено стать первым советским клубом, принявшим участие в клубном европейском турнире. Это стал розыгрыш Кубка кубков сезона 1965/1966 годов.
Все объясняется политическими мотивами руководства СССР. Коммунистическая идеология не принимала возможность поражения советских спортсменов от капиталистических соперников и долго перестраховывалась. Например, чемпиону СССР 1964 — тбилисскому «Динамо» сыграть в Кубке европейских чемпионов не доверили. Так продолжалось до 1965 года, когда в Кубок кубков заявили киевское «Динамо». «Мы вступаем в соревнование, условия которого, закулисная борьба и специфические тактические приёмы известны нам только понаслышке», — говорил перед стартом тренер киевлян Виктор Маслов.

Полузащитник «Динамо» Андрей Биба, автор первого советского гола в европейских клубных турнирах заявил следующее:
Почему было принято такое решение, не знаю, но у нас в команде была такая мысль, что нас использовали как «подопытных кроликов». Для титулованных московских клубов это было очень удобно — спокойно присмотреться к турниру, не рискуя собственной репутацией. Нам же пришлось играть «вслепую»: ни один из соперников нам не был известен. Никаких кассет с записями матчей будущих оппонентов не было и близко. А уж чтобы представитель тренерского штаба съездил и посмотрел игру соперника в живую, это было вообще нечто из области фантастики. Всё было новое и неизвестное. Одно слово — первопроходцы.

### 1967—1973
В 1966 году киевское «Динамо» проиграло шотландскому «Селтику» 0:3 и 1:1 в четвертьфинале Кубка обладателей кубков УЕФА. В Кубке СССР сезона 1965/66 годов стоит отметить победы киевлян над «Зенитом» (3:0, 1/8 финала), московским «Спартаком» (4:1, четвертьфинал), минским «Динамо» (1:0 в доп. время, полуфинал) и московским «Торпедо» (2:0) в финале. Трижды подряд «Динамо» становилось чемпионом СССР в 1966/68 годах. В своём первом Кубке европейских чемпионов в 1968 году киевляне вышли в 1/8 финала (2-й раунд). В 1969 году в чемпионате страны киевляне вторые вслед за московским «Спартаком».
В 1970 году в чемпионате СССР принимают участие 17 команд. «Динамо» после достаточно уверенного старта в дальнейшем буквально лихорадило (33 очка в 32-х матчах, 7-е место). Чемпионом стал ЦСКА. Но уже в следующем году «динамовцы» уверенно побеждают, на 7 очков опередив финишировавший вторым ереванский «Арарат».
Переломным в истории «Динамо» стал 1971 год. В команде появился 22-летний Виктор Колотов, впоследствии один из лучших полузащитников в истории советского футбола. Также следует отметить переход Стефана Решко, ставший центральной фигурой защитных построений киевлян. Но главным усилением команды стал заслуженный тренер СССР Александр Севидов.
Чемпионат СССР 1972 года начался с сенсации — «Заря» (Ворошиловград) одержала победу над чемпионом, киевским «Динамо» со счётом 3:0. Следующим стал московский «Спартак», который «Заря» победила со счётом 3:1. Казалось, это лишь эпизоды, но «Заря» уверенно выиграла чемпионство, опередив киевское и тбилисское «Динамо» на 5 очков.
В 1973 году «Динамо» Киев впервые участвовало в четвертьфинале Кубка европейских чемпионов. Соперником киевлян стал мадридский «Реал». Первый матч в Одессе закончился со счётом 0:0, на выезде же «Динамо» терпит фиаско 0:3 и выбывает из турнира. Чемпионат страны в этом году проходил по необычной системе: в ничейных матчах пробивались пенальти. Победивший таким образом получал 1 очко, проигравший — 0. В этом чемпионате удивил ереванский «Арарат», завоевавший золотые медали и опередивший финишировавших вторыми киевских «динамовцев» на 3 очка. В завершение сезона был финальный матч Кубка СССР, в котором «Арарат» одержал победу над «Динамо» Киев со счётом 2:1.

### 1974—1991. Эра Лобановского
В 1974 году по личному приглашению Щербицкого «Динамо» возглавили Валерий Лобановский и Олег Базилевич. Лобановский стал главным тренером на последующие 17 лет. За это время «Динамо» сумело сломить доминирование московских клубов в советском футболе. Киевское «Динамо» становилось чемпионом СССР и обладателем Кубка СССР. Дважды (в 1975 и 1986 годах) клуб выиграл европейский Кубок кубков, а также в 1975 — европейский Суперкубок, став тем самым сильнейшей командой континента. На пути к победе в Кубке кубков «бело-голубые» справились с болгарским ЦСКА (1:0, 1:0), немецким «Айнтрахтом» (3:2, 2:1), турецким «Бурсаспором» (1:0, 2:0), голландским ПСВ (3:0, 1:2) и в финале с венгерским «Ференцварошем».

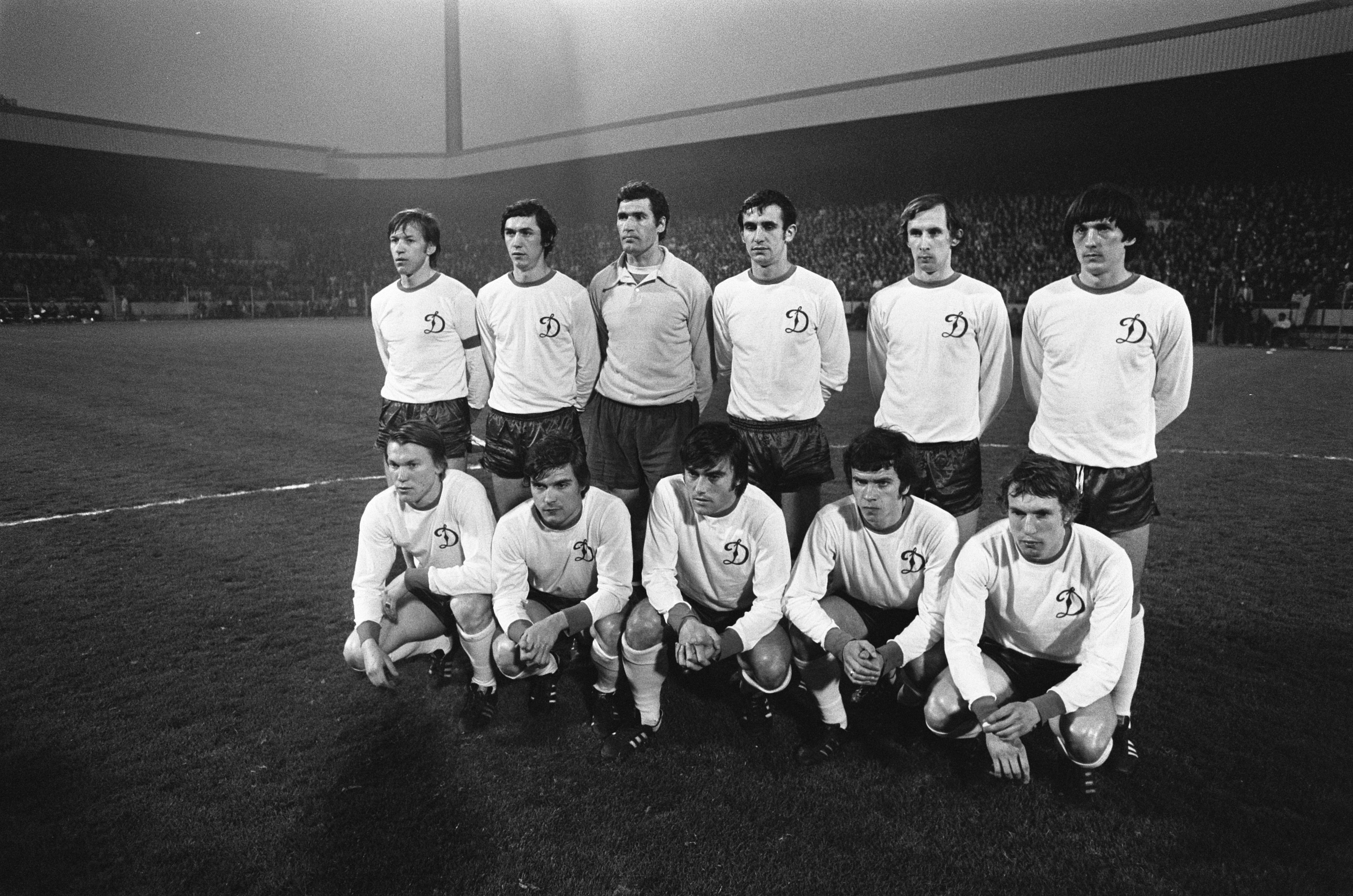
«Динамо» (Киев) образца 1975 года

Тяжело сложился для киевского «Динамо» 1976 год. Огромная нагрузка выпала на команду. Всего за сезон основной состав динамовцев сыграл около 70 матчей, в большинстве которых от футболистов требовалась только победа и в каждом случае — классная игра.
Лобановский и Базилевич искали ключ к успеху в освоении методов управления тренировочным процессом. Они одними из первых в советском футболе задались целью управлять процессом подведения функционального состояния игроков к определённому уровню на отдельных отрезках сезона, в зависимости от турнирных задач и особенностей календаря соревнований.
Впечатляющие успехи киевского «Динамо» в сезоне 1975 года привлекли повышенное внимание к методике, применяемой тренерами команды. Представители науки о спорте, пришедшие во многие футбольные коллективы, внесли ясность в ряд вопросов постановки и проведения учебно-тренировочной работы. Тренеры стали привыкать к тому, что оптимальную программу чередования циклов тренировочных занятий можно составить, лишь основываясь на правильных данных о функциональном состоянии организма спортсменов.
В весеннем чемпионате СССР 1976 года молодёжный состав киевского «Динамо» занял 8-е место (игроки основного состава принимали участие лишь в двух матчах). В осеннем чемпионате, после выпавших на долю команды разочарований, главный тренер Лобановский серьёзно откорректировал характер тренировок, уделив основное внимание восстановительным мероприятиям.
Футболисты день ото дня на глазах повышали физические кондиции, восстанавливали класс. На финише чемпионата киевляне выиграли три матча подряд и завоевали серебряные медали.
В сезон 1979 года команда киевского «Динамо» вступила без троих заслуженных мастеров спорта: Владимир Онищенко стал тренером детско-юношеской школы своего родного клуба, Михаил Фоменко поступил на учёбу в Высшую школу тренеров в Москве, а Стефан Решко перешёл на преподавательскую работу после окончания института физкультуры.
Пришли в коллектив и сразу же получили места в основном составе 27-летний вратарь Юрий Роменский (из одесского «Черноморца»), молодые защитники Сергей Журавлёв («Заря») и Анатолий Демьяненко («Днепр»).
Сезон выдался неудачным — команда выбыла из Кубка СССР и Кубка УЕФА на ранних стадиях, а чемпионате заняли 3-е место.
Последующие три года (1980—1982 год) принесли «Динамо» два титула чемпионов (1980, 1981 года), Кубок СССР 1982 года, «серебро» в 1982 году и Кубок сезона в 1981 году. В команде заиграли такие мастера как Виктор Чанов, Андрей Баль, Вадим Евтушенко.
В 1983 году Валерий Лобановский стал главным тренером сборной СССР. Это не могло не сказаться на успехах киевской команды. «Динамо» возглавил Юрий Морозов, но под его руководством «бело-голубые» ничего выиграть не смогли.
И лишь с возвращением Лобановского команда вновь взошла на вершину советского и европейского футбола. В 1985 году киевляне сделали дубль (выиграли чемпионат и Кубок СССР). В финале Кубка страны в четвёртый раз в истории встречались две украинские команды. Точные удары Демьяненко и Блохина принесли киевлянам победу над донецким «Шахтёром» 2:1.
В следующем сезоне динамовцы в двенадцатый раз выиграли чемпионат Союза и совершили поистине триумфальное шествие на европейской арене.
Уже в первом туре розыгрыша Кубка кубков киевлян поджидал голландский клуб «Утрехт», в составе которого было немало игроков высокого класса. Представители страны тюльпанов победили на своём поле — 2:1. Забитый Демьяненко мяч был назван позже «голом надежды». В повторном поединке киевляне взяли убедительный реванш — 4:1. Но самая большая прелесть заключалась в игре, продемонстрированной динамовцами.
Киевляне играли так же прекрасно и в следующих поединках с румынским клубом «Университатя» (2:2 и 3:0), венским «Рапидом» (4:1 и 5:1), пражской «Дуклой» (3:0 и 1:1) и оказались в финале, где их ждал титулованный мадридский «Атлетико».
Решающая игра, проходившая во французском городе Лионе на стадионе «Жерлан», показала полное превосходство динамовцев. Уже на 6-й минуте они открыли счёт. Это Заваров добил головой парированный вратарем Филлолом мяч. Этим «быстрым» голом «Атлетико» было лишено своего главного оружия — контратак.
И после этого «Динамо» имело полное преимущество, оно не давало испанским футболистам ни минуты покоя. На таких сверхвысоких скоростях они попросту не привыкли играть. Под занавес поединка Блохин завершил похожую на регбийную атаку веером, а за две минуты до финального свистка арбитра Евтушенко поставил победную точку — 3:0. По итогам сезона Игорь Беланов назван лучшим игроком Европы.
Как только не называли динамовцев той поры: «чудо-команда», «киевский экспресс», «феноменальная команда». Набранный разбег помог киевлянам и в первой половине 1987 года добиться определённых успехов: выход в полуфинал Кубка европейских чемпионов, победа по пенальти над минскими одноклубниками в финале Кубка СССР.
Почти полностью из игроков «Динамо» состояла сборная СССР на чемпионате мира 1986, главным тренером был Лобановский. Сборная заняла первое место в подгруппе, но в 1/8 финала уступила сборной Бельгии в напряжённой борьбе со счётом 3:4. Забивший в этом матче все 3 гола сборной СССР Игорь Беланов в этом году был признан лучшим футболистом Европы и получил «золотой мяч».
Также почти полностью из игроков «Динамо» состояла сборная СССР, возглавляемая главным тренером Лобановским, на чемпионате Европы 1988. Сборная и здесь стала первой в подгруппе, победив по ходу борьбы в группе сборную Нидерландов. Команде Лобановского удалось выйти в финал, в блестящем стиле переиграв сборную Италии 2:0, однако в финале повторная победа над голландцами не удалась, и СССР стал вице-чемпионом Европы, проиграв 0:2.
В конце 1980-х в связи с Перестройкой всё больше игроков стало покидать киевское «Динамо» и Советский Союз, чтобы играть в Западной Европе.

### 1992—1996

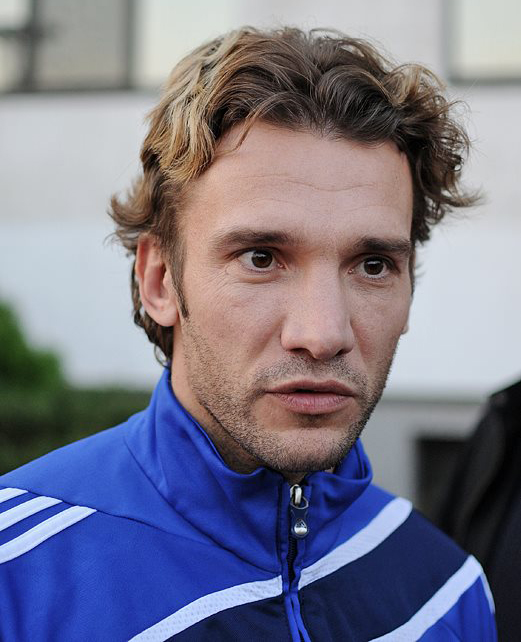
Андрей Шевченко, 2009

Первый чемпионат Украины динамовцы отыграли под руководством Анатолия Пузача. С самого начала «Динамо» считалось фаворитом турнира, и даже, несмотря на плохой настрой, на некоторых соперников первое место в подгруппе было занято уверенно. Регламент того чемпионата предусматривал финальный матч с победителем другой группы — симферопольской «Таврией». Шансы киевлян и тут оценивались значительно выше, но сказалась недооценка соперника, и грамотная игра, поставленная крымчанам Анатолием Заяевым. В конце матча Сергей Шевченко забил победный мяч в ворота «Динамо», и первое чемпионство досталось «Таврии».
Следующий чемпионат стал «золотым» для «Динамо». В труднейшей борьбе с «Днепром» киевляне становятся первыми по дополнительным показателям. На первых ролях в команде выходят Виктор Леоненко, Сергей Мизин, начинает свою блистательную карьеру в форме «бело-синих» Сергей Ребров, на правом фланге непроходимой стеной выглядит капитан Олег Лужный. В финале Кубка Украины голы Леоненко и Топчиева приносят динамовцам победу над «Карпатами». Есть первый дубль в новейшей истории команды.
В середине сезона трагическая весть приходит из Днепропетровска. Рядом с этим городом в автокатастрофе погибает игрок «Динамо» Степан Беца.
В еврокубках следуют два болезненных поражения от бельгийского «Андерлехта» и вылет из Кубка УЕФА.
Летом 1993 года «Динамо» находится на грани банкротства. Финансовая ситуация в клубе критическая. Происходит смена руководства и во главе «бело-синих» становится известный бизнесмен Григорий Суркис, который вместе с коллективом единомышленников не только спасает клуб от денежного краха, но и начинает поднимать инфраструктуру на новый качественный уровень. Строится база европейского уровня, со временем реконструируется стадион, динамовская школа.
Динамовцы на долгое время монополизируют чемпионский титул на Украине. Восемь раз подряд киевляне на вершине, игроки «Динамо» составляют костяк национальной команды. Происходит смена поколений, на первые роли выходят вчерашние юниоры — Александр Шовковский, Владислав Ващук, Юрий Дмитрулин, Андрей Шевченко, отлично вписались в игру команды бывшие днепропетровцы Юрий Максимов, Дмитрий Михайленко, Евгений Похлебаев, Сергей Коновалов, Сергей Беженар, заиграли приглашенные из «Таврии» Александр Головко, из «Нивы» Виталий Косовский. Особняком стоят несколько трансферов, совершенных динамовским руководством.
На костылях в Киев привезен российский плеймейкер Юрий Калитвинцев. Президент «Динамо» рискнул совершить инвестиции в футболиста с тяжёлой травмой, и не прогадал. Полностью восстановившись, Юрий стал настоящим лидером команды, мозговым центром полузащиты и любимцем динамовских болельщиков. Калитвинцев принял украинское гражданство и оставил заметный след в истории национальной команды.
Затем из Минска пригласили Валентина Белькевича и Александра Хацкевича.

### 1997—2002. Снова Лобановский

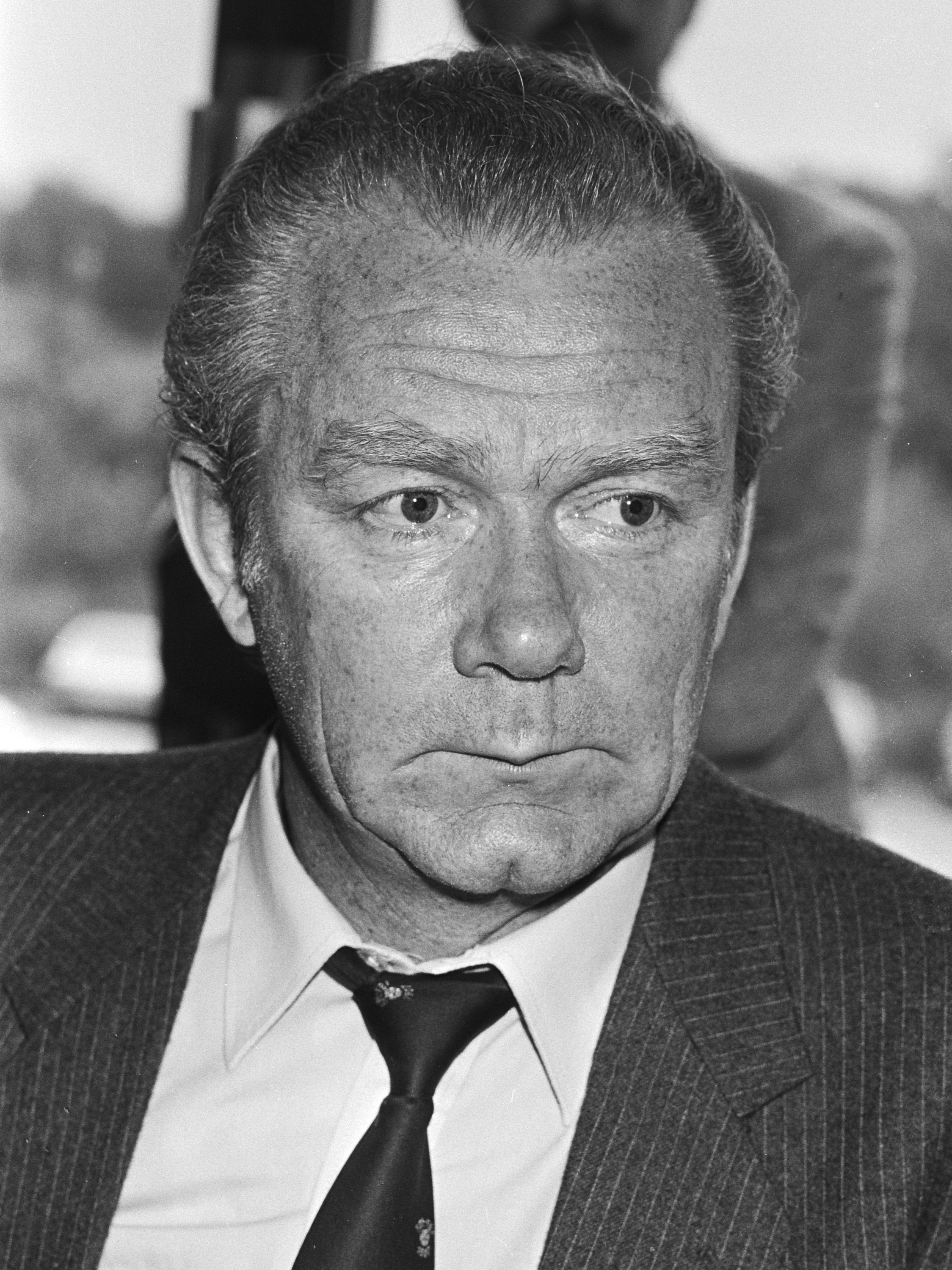
Валерий Лобановский — самый успешный тренер в истории клуба

В январе 1997 года Лобановский возвратился в киевское «Динамо». Он пригласил в помощники Алексея Михайличенко. Лобановский смог вскоре вернуть клуб в элиту европейского футбола. Составив новую сильную команду, Лобановский стал одерживать зрелищные победы над европейскими грандами (так, осенью 1997 года «Динамо» в групповом турнире Лиги чемпионов дважды обыграло «Барселону» — 3:0 и 4:0), а в 1999 достиг с «Динамо» полуфинала Лиги чемпионов. По пути к полуфиналу «Динамо» обыграло в групповом турнире лондонский «Арсенал» со счётом 3:1 (забивали Головко, Ребров, Шевченко), французский «Ланс» — 3:1 (забивали Каладзе, Ващук, Шевченко), «Панатинаикос» — 2:1 (Ребров, Басинас (автогол)). Сыграло вничью 1:1 с «Лансом» и «Арсеналом», проиграло «Панатинаикосу» на выезде 1:2 (гол — Ребров).
В 1/4 на выезде «Динамо» играет вничью 1:1 с «Реалом», а в Киеве его обыгрывает 2:0 (дубль Шевченко). Лишь на стадии полуфинала «Динамо» остановила «Бавария», которая переиграла киевлян с общим счётом 4:3.
С начала сезона 1999—2000 из клуба в итальянский «Милан» ушла главная звезда — Андрей Шевченко. С начала сезона 2001—2002 клуб покинул другой звёздный нападающий Сергей Ребров (перешёл в Тоттенхэм), а в январе в «Милан» перебрался Каха Каладзе. Динамовский клуб и Лобановский столкнулись с неизбежной сменой поколений в новых рыночных реалиях.
7 мая 2002 у Лобановского на матче в Запорожье произошёл инсульт, от последствий которого он скончался пять дней спустя. После смерти, 15 мая 2002, ему было присвоено звание Героя Украины, самая высокая награда страны. Именем Лобановского назван стадион «Динамо» в Киеве. На похороны приехали болельщики многих клубов, в том числе и главного соперника — «Спартака» из Москвы. 15 мая 2002 финал Лиги чемпионов начался с минуты молчания в память о великом игроке и тренере.

### «Динамо» после Лобановского
На пост главного тренера был назначен Алексей Михайличенко, воспитанник «Динамо» и ученик Лобановского, который продолжает собирать украинские трофеи, но уровень игры команды не дотягивает до уровня киевлян в конце 90-х. Клуб усилили новые игроки: Горан Гавранчич, Георгий Пеев. Однако значительных преобразований в игре не произошло. 14 июня 2002 года на собрании акционеров клуба было принято решение назначить президентом Игоря Суркиса. После него команду возглавляет Йожеф Сабо, но сильнее команда не заиграла, а наоборот, в команде появились проблемы, в результате чего «Динамо» проигрывает чемпионат Украины.

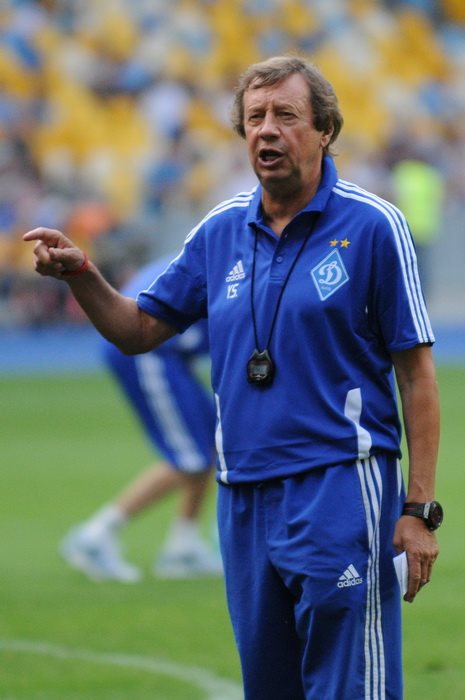
Юрий Сёмин

Следующий тренер, Леонид Буряк, в должности работал всего два месяца, так как команда впервые не вышла в групповой турнир Лиги чемпионов. Это был первый сезон, за последние восемь сезонов, когда динамовцы остались без Лиги чемпионов, хотя сам Буряк неудачу попытался объяснить «повышающимся уровнем швейцарского футбола». После пяти туров в чемпионате киевляне, набрав 11 очков, занимали третье место в таблице, на четыре балла отставая от «Шахтёра».
После этого исполняет обязанности главного тренера Анатолий Демьяненко, через полгода он официально становится главным тренером. В том сезоне «Динамо» под руководством Демьяненко проигрывает чемпионат в «золотом матче», но выигрывает Кубок и Суперкубок Украины. В следующем сезоне «бело-синие» проваливают групповой турнир Лиги чемпионов, но зато на Украине киевляне выигрывают всё — Чемпионат, Кубок и Суперкубок страны. После неудачного старта в следующем сезоне Демьяненко уходит из «Динамо».
Йожеф Сабо, который уже пятый раз возглавляет команду, не улучшает ситуацию. Когда команду начало «лихорадить», Сабо обвинил ветеранов команды, что они его «плавят». Такие подозрения тренер высказал после того, как «Динамо» проиграло «Нефтянику», а Сергей Ребров в этой игре не забил пенальти. По словам Сабо, игрок это сделал специально. В начале ноября тренеру становится плохо, после чего его отвозят в больницу, где врачи запретили ему работать, и Сабо вынужден уйти. Исполняющим обязанности главного тренера становится Олег Лужный, который сумел улучшить ситуацию на Украине, но на европейской арене он «спасителем» не стал — в групповом этапе Лиги чемпионов «Динамо» не заработало ни одного очка. Проиграв три матча Лиги чемпионов — «Манчестер Юнайтед», «Роме» и «Спортингу» с общим счётом — 1:11. Был у «бело-голубых» ещё один антирекорд в групповом турнире ЛЧ — шесть поражений в шести матчах, разница мячей — 4:19. В чемпионате после осенней части сезона киевляне занимали третье место, на четыре очка отставая от лидировавшего тогда «Днепра».

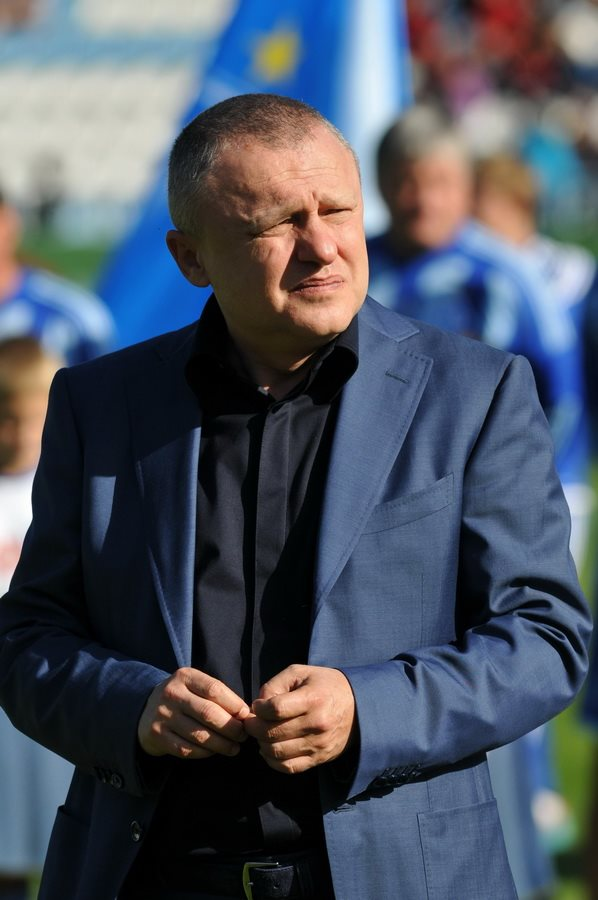
Игорь Суркис

8 декабря 2007 года в Киеве Юрий Сёмин был официально представлен как новый главный тренер клуба «Динамо». На пресс-конференции, посвящённой этому событию, президент киевского клуба Игорь Суркис сообщил, что к своим обязанностям новый тренер приступит с 1 января 2008 года. Контракт был подписан на два с половиной года с возможностью продления ещё на год. За период своей работы в «Динамо» Сёмин стал самым успешным тренером клуба за последние годы, после Лобановского. Яркая еврокубковая кампания, в результате которой «динамовцы» дошли до полуфинала Кубка УЕФА, принесла Юрию Павловичу почёт и уважение украинских болельщиков. Порцией дёгтя, однако, стало поражение в этом самом полуфинале от принципиального соперника по чемпионату Украины — донецкого «Шахтёра» — который, надо признать, обладал на тот момент самым сильным составом за всю историю клуба, и пребывал в прекрасной форме. Именно тогда началась неудачная серия матчей Сёмина против Луческу, стоившая в итоге тренеру работы. Но зато Сёмин уже начинал строить новую команду. Без бразильцев Клебер, Родриго и Диого Ринкона, Руслана Ротаня и Слободана Марковича, Владислава Ващука и, как потом оказалось, без Максима Шацких. Зато с опорным хавбеком сборной Хорватии Огненом Вукоевичем, с полузащитником сборной Финляндии Романом Ерёменко, раскрывшимися по-новому Бангура и Диакате, приехавшим из Бразилии Бетан, переведённым в центр защиты Михаликом, введённым в основной состав Алиевым. В итоге в группе Лиги чемпионов киевляне заняли третье место, пропустив вперёд лондонский «Арсенал» и «Порту». Причём если бы не фатальное невезение или расконцентрированность (в трёх матчах киевляне пропускали голы, которые повлияли на результат, — домашняя ничья с «Арсеналом» — 1:1, поражение от «канониров» в Лондоне — 0:1, проигрыш в гостях «Порту» — 1:2), быть бы команде Сёмина в плей-офф Лиги чемпионов. В чемпионате дела и вовсе складывались лучше не придумаешь. «Шахтёр» неожиданно начало лихорадить на старте — после 10-го тура «горняки» отставали от «Динамо», лидировавшего в чемпионате с 25 очками, на 13 пунктов. Всё складывалось для киевлян удачно и в Кубке УЕФА. «Динамо» пусть и с нервами, но всё же прошло «Валенсию» и «Металлист», а в четвертьфинале уверенно разобралось с «Пари Сен-Жермен». Но уже на следующем этапе «бело-голубые» проиграли «Шахтёру». По окончании сезона 2008/09 Сёмин, до окончания контракта с «Динамо», заинтересовался предложением вернуться в «Локомотив» главным тренером. При этом он ссылался на большое количество акций «Локомотива», уже находившихся в его собственности. В конечном итоге он ушёл из «Динамо» в «Локомотив».

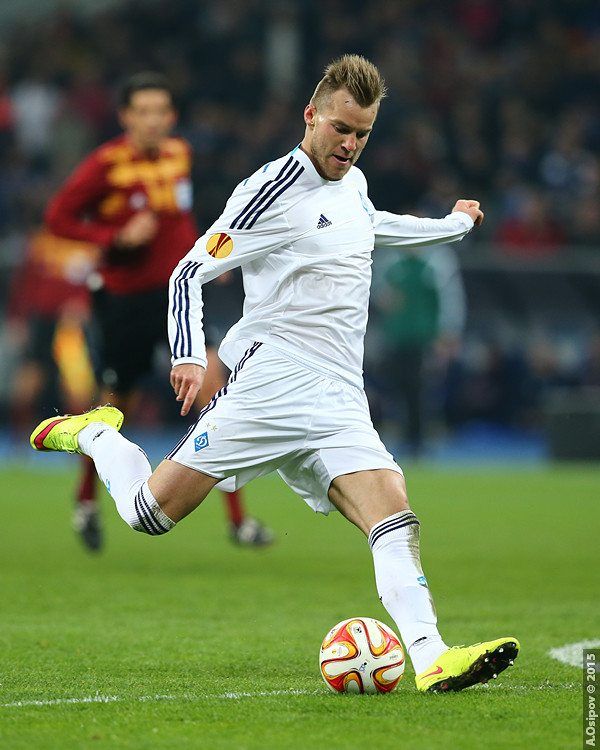
Андрей Ярмоленко

После ухода Юрия Сёмина в «Локомотив» на пост тренера был приглашён Валерий Газзаев. Тренер начал перестраивать команду под свой манер, в результате чего не у дел остался полузащитник Александр Алиев, в итоге потом уехавший в «Локомотив» к Сёмину. Газзаев менял стиль игры «Динамо», требовал использовать длинный пас, имея малое количество футболистов, способных точно отдавать длинные пасы. Ввёл в состав нескольких новых исполнителей, таких как Хачериди и Ярмоленко, приобрёл нескольких легионеров: Попова, Алмейду, Силву, Бертольо, Андре. Под его руководством осенью 2010-го «Динамо» слабо выступало в еврокубках. Не пройдя в групповой турнир Лиги чемпионов, «Динамо» попало в групповой турнир Лиги Европы, в слабую группу, где были такие клубы как молдавский «Шериф» и белорусский клуб БАТЭ. В Лиге Европы «Динамо» выступало неудовлетворительно. После ничьи на своём поле в матче с БАТЭ Газзаев попросил Суркиса об отставке. Президент её не принял, попросив продолжить работу. Атмосфера в команде была неважной. Появились явные проблемы в защите. Кульминацией неудачных игр стал проигрыш 2:0 «Шерифу». В этом матче у команды на поле не получалось ничего, как после матча заявил её лидер Андрей Шевченко. С ним согласились футбольные обозреватели. После сенсационного поражения Газзаев приехал в Киев и на следующее утро снова пришёл к президенту клуба с заявлением. На этот раз Суркис отставку принял. В чемпионате после 11 туров «Динамо» занимало второе место, на два очка отставая от лидировавшего «Шахтёра». Помощник тренера Олег Лужный был назначен исполняющим обязанности главного тренера. Лужный сумел улучшить игру команды и вывел её в евровесну с первого места в группе Лиги Европы.
С 1 января 2011 года тренером киевского «Динамо» снова стал Юрий Сёмин. Под его руководством «Динамо» смогло дойти до 1/4 финала Лиги Европы, обыграв в Киеве 2:0 на кураже фаворита турнира «Манчестер Сити», но с трудом удержав устраивавшее команду поражение в один мяч в Манчестере, во многом благодаря принципиальности судьи, оставившего манчестерцев в меньшинстве ещё в первом тайме. Однако в следующем противостоянии «динамовцы» были выбиты из турнира португальской «Брагой». 5 июля в Полтаве «Динамо». обыграв «Шахтёр» со счётом 3:1, выиграло Суперкубок Украины. В чемпионате отыграть отставание от «Шахтёра» не удалось, но зато преимущество над «Металлистом» было даже более чем уверенным — пять очков.

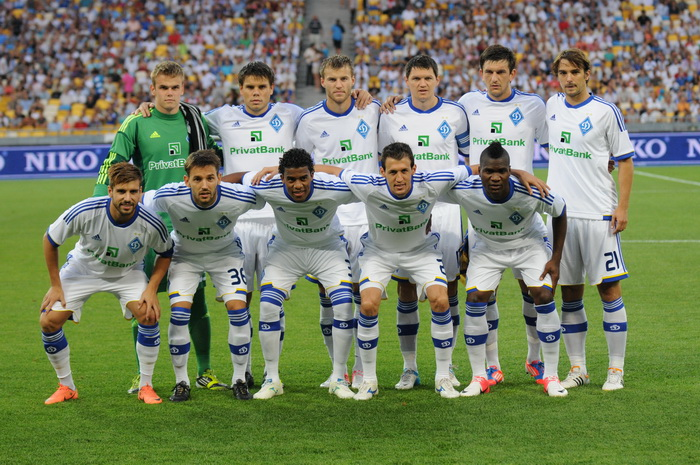
«Динамо» образца 2012 года

Зато следующий сезон стал для тренера и команды провальным во всех смыслах. В третьем квалификационном раунде Лиги чемпионов 2011/12 года киевляне дважды проиграли казанскому «Рубину» (0:2, 1:2) и покинули престижнейший европейский клубный турнир, отправившись в квалификацию Лиги Европы УЕФА, откуда вылетели 15 декабря, не выйдя из группы, заняв 3-е место в группе, выиграв всего 1 игру и сыграв 4 ничьи. В чемпионате киевляне долгое время лидировали, но после проигранного скандального матча в Донецке с ошибочным удалением Гармаша «горняки» сравнялись с «бело-голубыми» по очкам, и все уже потирали руки в предвкушении «золотого матча», но киевляне в предпоследнем туре сыграли вничью в гостях с луганской «Зарёй», а в последнем, уже практически ничего не решавшем, — с «Таврией».
Летом на трансферы киевляне потратили около € 40 млн. В новом сезоне, в третьем квалификационном раунде Лиги чемпионов киевляне обыграли роттердамский «Фейеноорд» с общим счётом 3:1, в четвёртом — мёнхенгладбахскую «Боруссию» с общим счётом 4:3 и вышли в групповой этап турнира. В первом туре группового раунда «Динамо» уступило ПСЖ 4:1. За 90 минут киевляне нанесли по воротам французов два удара, а Суркис после матча заявил, что с такой игрой в таком турнире делать нечего. Последней каплей стал ещё один матч на «Донбасс Арене». Только теперь команда получила четыре гола, а после матча уже от имени всей команды выступил ветеран, коренной динамовец Александр Шовковский, который был не в силах больше "врать болельщикам о проблемах в игре «Динамо». Вскоре после этого Сёмин был отправлен в отставку. В чемпионате страны после девяти туров «Динамо» делило второе и третье места с «Днепром», набрав по 21 очку. От «Шахтёра» киевляне отставали на шесть баллов.

### 2012—2014. Провал Блохина
После отставки Юрия Сёмина тренером «Динамо» 25 сентября 2012 года стал Олег Блохин. Контракт был рассчитан на четыре года. Помогать Блохину стали Сергей Ребров и Андрей Баль, а главным его помощником был назначен Алексей Михайличенко. 29 сентября «Динамо» выиграло первый матч под руководством нового тренера. Встреча с луганской «Зарёй» закончилась со счётом 1:0. Единственный мяч забил Рафаэл после передачи Артёма Милевского на 81 минуте. Не проведя и недели на посту главного тренера, Блохин дебютировал в Лиге чемпионов. Киевляне на своём поле в первом туре обыграли загребское «Динамо» (2:0). Вскоре после прихода его госпитализировали с гипертоническим кризом, причиной которого оказался тромб, почти полностью перекрывший сонную артерию. В период больничного Блохина обязанности главного тренера исполнял Алексей Михайличенко, и киевляне тоже потеряли много очков, как в чемпионате, так и в Лиге чемпионов. И лишь к домашнему матчу Лиги чемпионов с французским «Пари Сен-Жермен» 21 ноября (0:2) врачи разрешили Блохину вернуться на тренерскую скамейку. В конце киевляне заняли 3-е место в групповом раунде Лиги чемпионов, выиграв всего 1 игру и сыграв 2 ничьи. Так же в ноябре окончательно стало понятно, что за первое место «Динамо» бороться уже вряд ли сможет, и при этом официально выставило на трансфер Милоша Нинковича и Артёма Милевского. Подбивая итоги сезона, Блохин публично признался, что расстаётся с Милевским из-за нарушения игроком режима. Так же в «Эвиан» перешёл Нинкович, начали искать себе команды Рафаэл, Бетан, Адмир Мехмеди, Леандро Алмейда. Заявил о проблемах в общении с тренером Евгений Хачериди. Началась работа и на трансферном рынке: первыми новичками стали запорожане Сергей Сидорчук и Андрей Цуриков. Продлил контракт с «Динамо» Александр Шовковский.

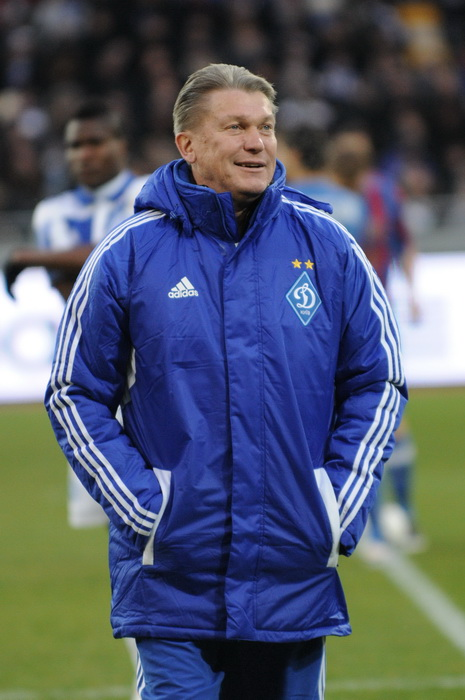
Олег Блохин

В январе новичками команды стали Евгений Селин, Роман Безус, Домагой Вида, так же контракты продлили Олег Гусев и на более выгодных условиях Евгений Хачериди. Отправившись в плей-офф 1/16 финала Лиги Европы, они уступили с общим счётом 1:2 французскому «Бордо». Весеннюю часть чемпионата киевляне начали неудачно, сыграв вничью дома с «Кривбассом» (1:1), но потом Блохин обыграл в Луцке «Волынь» (2:0) и своего бывшего партнёра по «Динамо» — Анатолия Демьяненко. В мае 2013 года «Динамо» проиграло «Металлисту» (0:2). и фактически потеряло шансы на второе место. В чемпионате Украины сезона 2012/2013 киевляне впервые финишировали на рекордно низком для себя третьем месте.
В рамках подготовки к новому сезону «Динамо» поехало в Испанию, а потом вернулось домой, чтобы принять участие в объединенном турнире. Команда Блохина выиграла турнир, при этом дважды обыграв московский «Спартак». Параллельно с играми украинский специалист знакомился с новичками — Джермейном Ленсом, Дьёмерси Мбокани и Юнес Беланда. Чемпионат начался для «Динамо» досадной ничьей с «Волынью». После игры на пресс-конференцию презентовали новичка, француза Бенуа Тремулинаса. У «Говерлы» (2:1) и «Севастополя» (2:0) динамовцы выиграли, но после матча с крымчанами Хачериди пожаловался, что с тренером никак контакт найти не может, поскольку часто получает штрафы и один из последних — за жёлтую карточку в Ужгороде. После двух поражений в августе от «Шахтёра» (3:1) и «Черноморца» над Блохиным уже начали сгущаться тучи. 20 сентября 2013 года после серии поражений в чемпионате начались кадровые чистки. Руководство команды уволило трёх представителей тренерского штаба — Юрия Роменского, Андрея Баля и Алексея Михайличенко. Сам Блохин остался, но Игорь Суркис заявил, что кредит доверия нужно подтверждать результатами.
16 апреля 2014 года, после домашнего поражения в чемпионате Украины от «Шахтёра» со счётом 0:2, Блохин был уволен с поста главного тренера президентом клуба. После этого поражения «Динамо» за 6 туров (включая перенесённый 20 тур), впервые в истории клуба потеряло фактические шансы на завоевание даже серебряных медалей чемпионата Украины, отставая от 2-й команды чемпионата на 7 очков.
Блохин на посту главного тренера за 58 игр добился 32 побед 10 ничьих и 16 поражений, что стало худшим показателем в истории клуба.

### 2014—2017. Возрождение «Динамо»

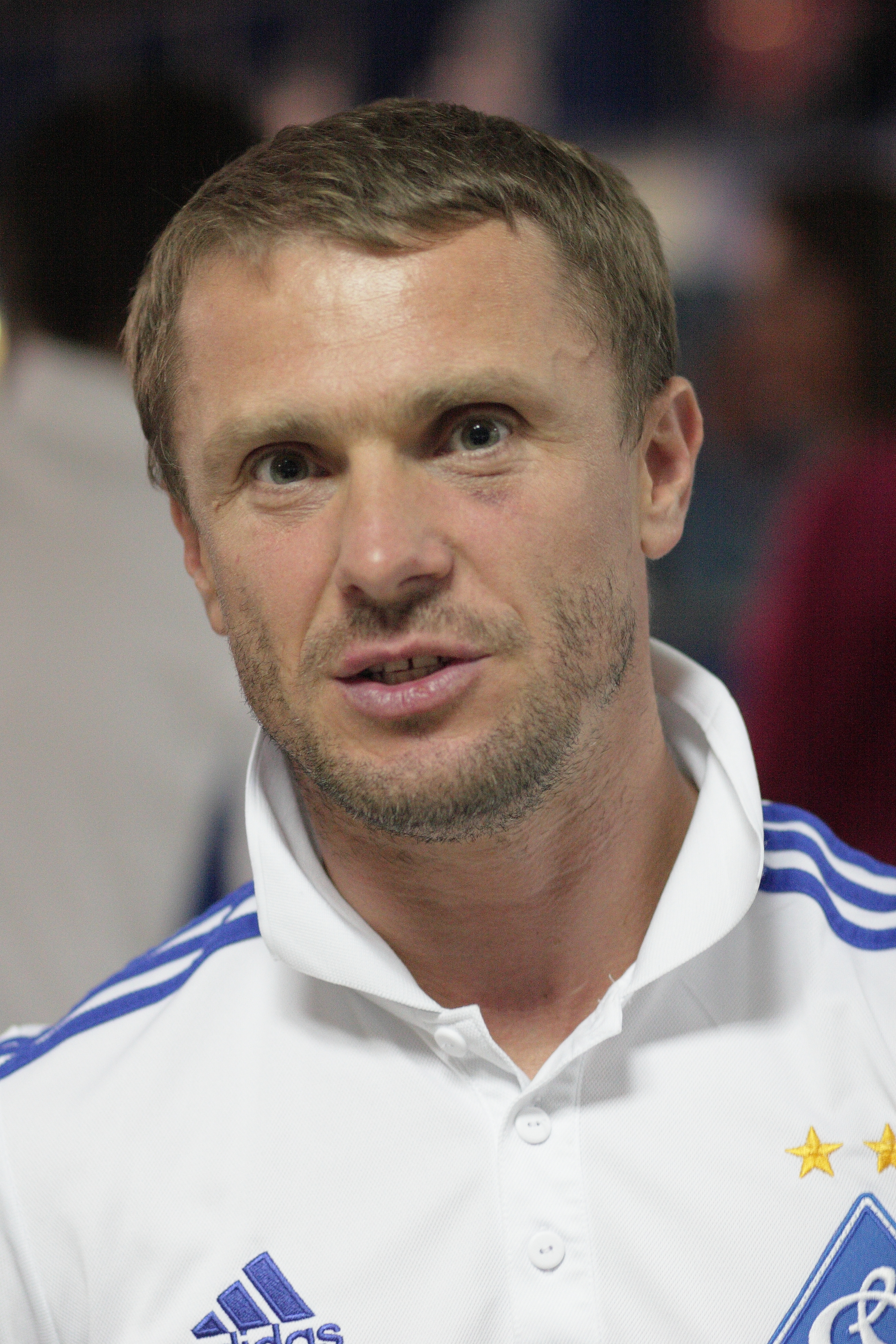
Сергей Ребров

После отставки Олега Блохина исполнять обязанности главного тренера клуба до конца сезона стал Сергей Ребров. В чемпионате Украины «Динамо» под руководством Блохина потеряло огромное количество очков, поэтому команда под руководством Реброва финишировала на четвёртом месте, но 15 мая 2014 года в финале Кубка Украины со счётом 2:1 обыграла «Шахтёр», что позволило Реброву утвердиться в должности главного тренера команды на следующий сезон. Это был первый с 2007 года трофей для киевлян.
19 марта 2015 года в ответном матче 1/8 финала Лиги Европы 2014/15 «Динамо» обыграло в Киеве «Эвертон» со счётом 5:2, став первой украинской командой в истории страны, забившей пять мячей в ворота английского клуба в матчах европейских клубных турниров УЕФА. В этой же встрече был установлен рекорд посещаемости матчей Лиги Европы — игру посетили 67 553 зрителя. В первом полноценном для Реброва сезоне 2014/15 «Динамо» впервые за 4 года дошло до четвертьфинала Лиги Европы, где уступило «Фиорентине» и впервые с 2009 года выиграло чемпионат Украины, за 2 тура до его завершения, а также стало обладателем Кубка Украины, обыграв в финале «Шахтёр».
За три тура до конца чемпионата 2015/16 «Динамо» стало чемпионом второй сезон кряду. Клуб также вышел в плей-офф Лиги чемпионов впервые с 1999 года — со второго места в группе, уступив лишь «Челси» и обойдя «Порту» и «Маккаби» Тель-Авив. В группе «Динамо» не пропустило в 4 из 6 матчей, что стало лучшим результатом среди клубов в групповой стадии этой Лиги чемпионов. В 1/8 финала киевляне уступили «Манчестер Сити». В розыгрыше Кубка страны «Динамо» остановилось на стадии 1/4 финала, уступив «Александрии» (1:1; 0:1).
По итогам сезона 2016/17 «Динамо» стало вторым в чемпионате, уступив «Шахтёру» 13 очков, и Ребров покинул команду.

### 2017—2020. Фиаско Хацкевича и Михайличенко
2 июня 2017 года тренером «Динамо» стал Александр Хацкевич, который выступал за клуб с 1996 по 2004 год. В тренерский штаб вошли Максим Шацких, Олег Лужный и тренер вратарей Михаил Михайлов. В летнее межсезонье «Динамо» подписало своего ветерана Олега Гусева, Томаша Кендзёру и Йосипа Пиварича. Из клуба ушли Юнес Беланда (в «Галатасарай»), Валерий Федорчук (в «Верес»), Александр Гладкий (в «Карпаты»), Роман Яремчук (в «Гент») и капитан Андрей Ярмоленко (в дортмундскую «Боруссию»). В Лиге чемпионов «Динамо» в 3 квалификационном раунде уступило швейцарскому «Янг Бойз» (3:3 по правилу выездного гола) и вылетело в Лигу Европы. Там киевляне прошли «Маритиму» (3:1 по сумме двух матчей) и вышли в групповой этап. В группе с «Партизаном», «Скендербеу» и «Янг Бойз» «бело-синие» заняли первое место и прошли в 1/16. В 1/16 «Динамо» по правилу выездного гола прошло афинский АЕК, но в 1/8 финала со счётом 2:4 по сумме двух матчей уступило «Лацио».
На внутренней арене «Динамо» уступило Суперкубок 2017 донецкому «Шахтёру» (2:0). Почти до последнего тура киевляне боролись за чемпионский титул, но на финальной дистанции отстали на 6 очков.
В сезоне 2018/19 «Динамо» в Одессе выиграло Суперкубок Украины у «Шахтёра», удачно начало квалификацию Лиги чемпионов, обыграв «Славию». Но в плей-офф квалификации проиграли «Аяксу» 1:3. Ответный матч в Киеве завершился со счётом 0:0, и динамовцы выбыли в Лигу Европы, где в групповом этапе сыграли с «Астаной», чешским «Яблонцем» и «Ренном» и заняли первое место в группе. В 1/16 финала Лиги Европы команда Хацкевича обыграла греческий «Олимпиакос» (2:2, 0:1), в 1/8 уступили «Челси» дома 0:5 и в гостях 0:3. В чемпионате Украины 2018/19 киевляне заняли второе место. 14 августа 2019 года Хацкевич был уволен с поста главного тренера.
15 августа 2019 года новым главным тренером стал спортивный директор клуба Алексей Михайличенко. В тренерский штаб также вошёл бывший партнёр Михайличенко по «Динамо» Вадим Евтушенко. 20 июля 2020 года «Динамо» объявило об отставке Михайличенко и троих его ассистентов — Вадима Евтушенко, Сергея Фёдорова и Михаила Михайлова. Под руководством Михайличенко киевляне выиграли Кубок Украины, не сумели преодолеть групповой раунд Лиги Европы и заняли второе место в чемпионате Украины, отстав от «Шахтёра» на рекордные 23 очка. Также киевляне установили новый клубный антирекорд по количеству поражений в чемпионате.

### 2020—2023. Приход Луческу
23 июля 2020 года «Динамо» объявило о назначении Мирчи Луческу на пост главного тренера команды. В 2004—2016 годах румынский тренер возглавлял главного соперника «Динамо» — донецкий «Шахтёр». С ним был заключён контракт, рассчитанный на два сезона; договор предусматривал опцию продления ещё на год. 27 июля румынский журналист Эмануэль Рошу сообщил, что Луческу якобы подал в отставку по собственному желанию; по его словам, сделать это его вынудили ультрас киевлян, однако в тот же день данная информация была опровергнута агентом тренера Аркадием Запорожану, а президент «Динамо» Игорь Суркис дал понять, что Луческу остаётся в должности. 

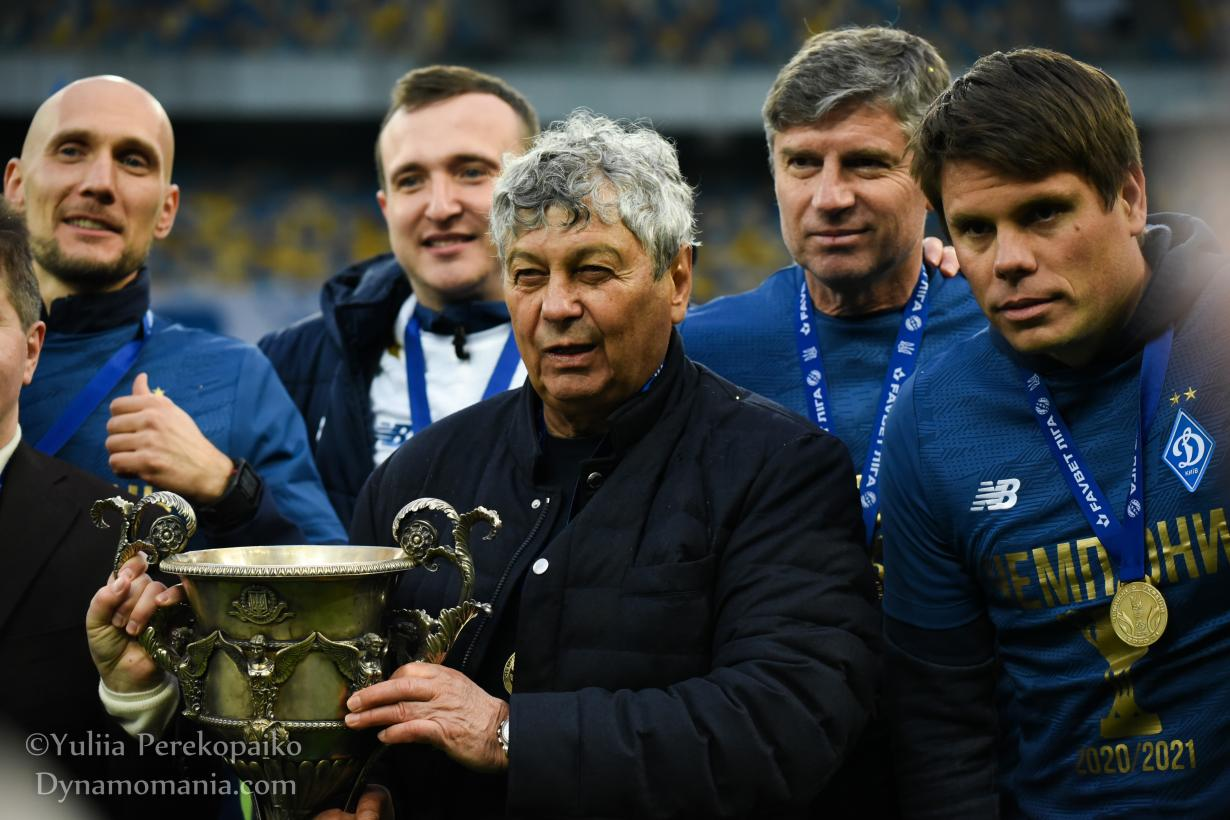
Празднование чемпионства «Динамо» в сезоне 2021/22

В новый тренерский штаб вошли Диего Лонго, Эмил Карас, Олег Гусев, Огнен Вукоевич и Михаил Михайлов. На первой тренировке присутствовало 28 футболистов, среди которых были и вернувшиеся из аренды Ахмед Алибеков, Богдан Леднев, Александр Тымчик и др. 21 августа команда провела первую официальную встречу под руководством Луческу, в матче первого тура победив донецкий «Олимпик» — 4:1. 25 августа в матче за Суперкубок Украины «Динамо» обыграло «Шахтёр» со счётом 3:1 и в третий раз подряд стало обладателем этого трофея. 26 апреля 2021 года за три тура до конца «Динамо», обыграв «Шахтёр», стало чемпионом Украины, прервав четырёхлетнюю серию донецкого клуба.
В сезоне 2022/23 «Динамо» финишировало только 4-м, летом не сумело пройти квалификацию Лиги конференций УЕФА.
В ноябре 2023 года после серии неудачных игр Луческу был отправлен в отставку.

## Основные сведения

### Клубные цвета
| Белый | Синий |

Традиционное «динамовское» сочетание — белый и тёмно-синий. Причём белый цвет преобладает по площади. На протяжении всей истории ФК игроки выходили на поле преимущественно в белой футболке и синих шортах. В 1961 году к футболке была добавлена синяя лента, идущая наискосок от плеча до пояса. Но вскоре от такого варианта было решено отказаться. В 2004 году руководство клуба решило вернуть ленту в качестве талисмана. В таком виде футболки просуществовали до 2008 года. Затем они стали белыми, с двумя тонкими вертикальными полосками синего цвета.
В течение последних двух сезонов до распада Советского Союза форма «динамовцев» весьма напоминала экипировку харьковского «Металлиста». Игроки были одеты в жёлтые футболки и синие шорты. Эта цветовая схема имела символический смысл, напоминая об украинском национальном флаге. В первые годы независимости Украины клуб перешёл с жёлтых футболок на традиционные белые. С тех пор проводятся эксперименты только с белым и синим.
В 1941—1944 годах существовал футбольный клуб «Старт». Основная часть его игроков была бывшими «динамовцами». Экипировка «Старта» — красная футболка, белые шорты и красные гетры. Именно этот футбольный клуб участвовал в знаменитом «матче смерти».

### Форма

#### Домашняя
| 1927—1930 | 1930—1935 | 1936—1941 | 1941—1944 «Старт» | 1944—1951 | 1952—1960 | 1961      | 1962—1970 | 1971—1980 | 1981—1989 | 1990—1991 |  |
| 1991—1993 | 1994—1996 | 1996—2004 | 2004—2006         | 2006—2008 | 2008—2010 | 2010—2012 | 2012/13   | 2013/14   | 2014—2016 | 2016—2018 |  |
| 2018/19   | 2019/20   | 2020/21   | 2021/22           | 2022/23   | 2023/24   | 2024/25   |           |           |           |           |  |

#### Гостевая
| 2006—2008 | 2008/09 | 2009—2011 | 2011—2013 | 2013—2015 | 2015—2018 | 2018/19 | 2019/20 | 2020/21 | 2021/22 | 2022/23 |  |
| 2023/24   | 2024/25 |           |           |           |           |         |         |         |         |         |  |

#### Резервная
| 2020/21 | 2022/23 | 2024/25 |

Источники:,

### Эмблема
В 1923 году была учреждена самая первая эмблема сообщества «Динамо». Изначально в ней присутствовало целых 11 видов спорта, среди которых, конечно же, красовался и футбольный мяч. Однако такая насыщенная эмблема просуществовала короткое время и вскоре была заменена на другую, в виде ромба, по центру которого располагалась большая прописная буква «Д».
Ко дню своего 15-летия в 1939 году динамовский спортивный клуб был заслуженно удостоен ордена Ленина и как раз по этому случаю в эмблему сообщества внесли кое-какие поправки — в её верхней части появилась звезда; но изображение эмблемы на форме, в которой играли динамовцы, осталось прежним — одна большая «Д» в ромбе или без него.
В начале 60-х годов такие спортивные общества как «Динамо» получили значительно больше самостоятельности в каждой отдельно взятой республике Союза. Однако эмблема динамовцев ещё долго оставалась прежней, а представление собственной «украинской» эмблемы «бело-синих» произошло в начале семидесятых. Крепко укоренившаяся большая прописная буква «Д» сохранилась и стала она изображаться на фоне флага советской Украины с надписью «УССР».
Новой вехой в истории «Динамо» стал 1989 год, когда на базе динамовского спортивного сообщества был образован профессиональный футбольный клуб. Такое событие, конечно же, не могло не повлечь за собой пересмотр официальной атрибутики клуба. Для решения этого вопроса организовали конкурс на разработку наилучшей эмблемы. Участники разработали много интересных прототипов, многие из которых впоследствии были реализованы в виде сувенирной продукции с целью популяризации. Ещё более воодушевленно задумался клуб над сменой своей атрибутики после 1991 года, когда Украина стала независимой. Цвета клуба в то время поменялись на национальные «жёлто-синие». Однако позже все же была отдана дань традициям и динамовцы вновь стали «бело-синими». Хотя жёлтый цвет все ещё присутствовал на футболках игроков до 2002 года, а после этого остался только на современной эмблеме команды.
Теперешняя эмблема динамовцев, как и 70 лет назад, основана на все той же привычной букве «Д» с некоторым дополнением — внизу появилось слово «Київ».
В 1996 году настало время для ещё одного усовершенствования эмблемы — на ней был добавлен год основания клуба (1927), а сама форма стала круглой.
Всего за историю своего существования «Динамо» шесть раз изменяло свою эмблему.

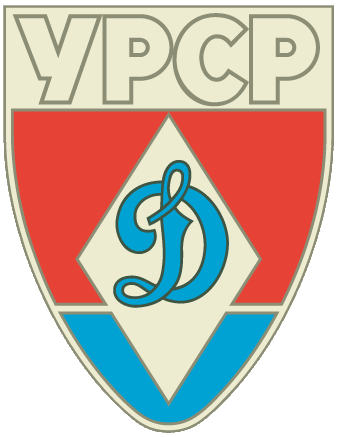
1972—1989
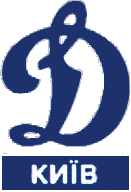
1989—1996
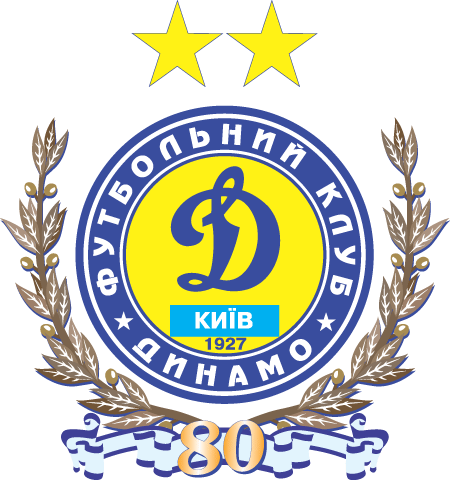
2007
2011—2025
2025 — н. в.

### Соперничество с другими клубами

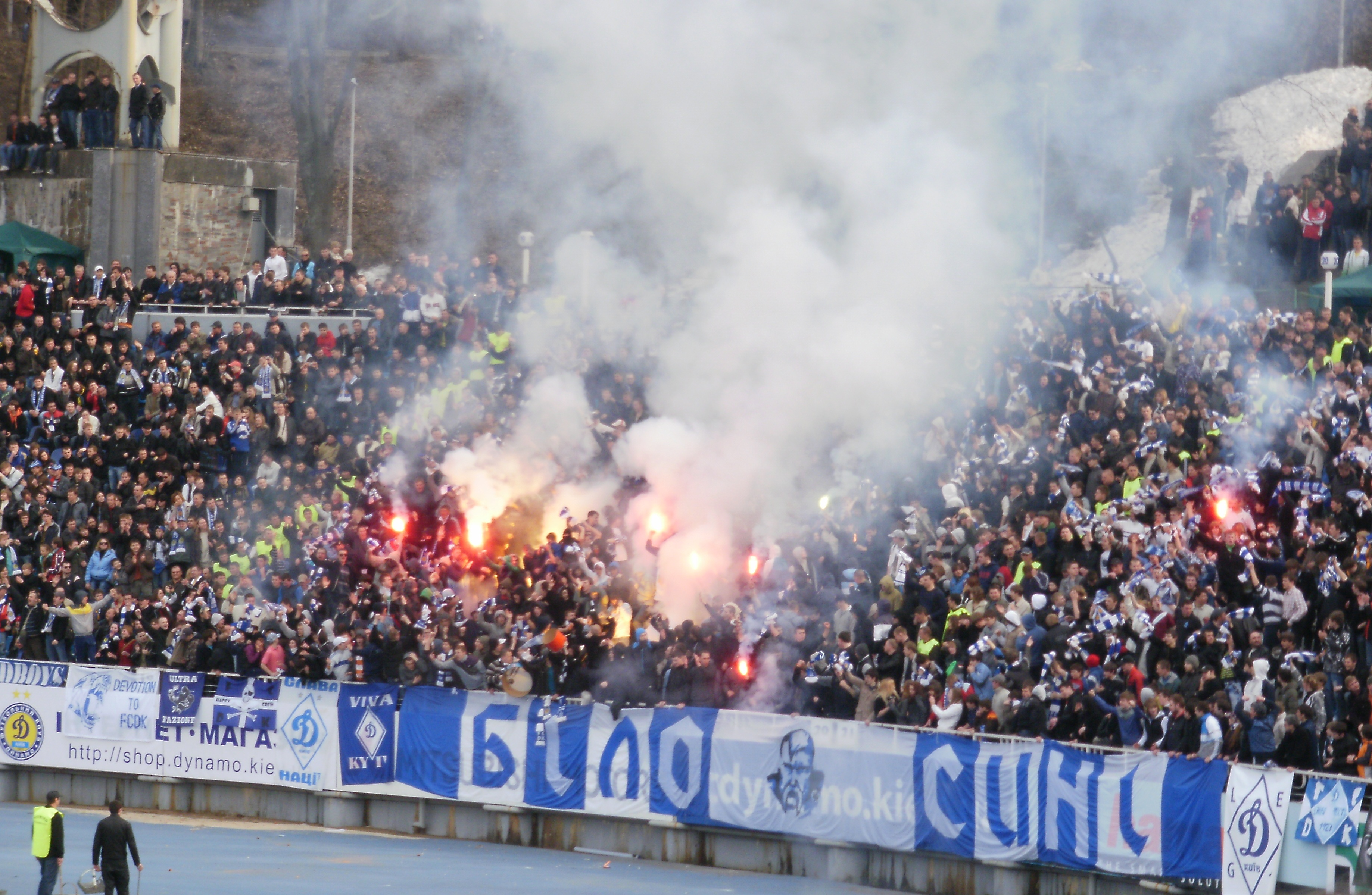
Ультрас «Динамо» (Киев) во время матча против «Металлиста» 28 марта 2010 года

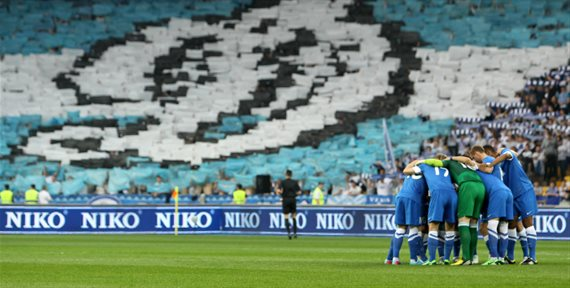
Визуальная поддержка

Болельщики «Динамо» — одно из многочисленных обществ в украинской футбольной среде. «Динамо» — самый популярный футбольный клуб на Украине; опрос Киевского международного института социологии, проведённый в 2011 году, показал, что «сине-белых» поддерживают 40,4 % украинских футбольных болельщиков.
Количество активных болельщиков составляет 4—4,5 тысячи человек. Они придерживаются правых политических взглядов. Во время оформления баннеров используют изображение Святослава Храброго.
Фанаты «Динамо» поддерживают дружеские отношения с болельщиками «Днепра», «Карпат» (так называемая «коалиция», «триада») и «Оболони». Традиционной стала перекличка между ультрас-секторами этих клубов «Слава Україні!» — «Героям слава!» во время каждой встречи. С фанатами из других стран, есть дружба с фанатами «Жальгириса», «Хутника», «Динамо (Загреб)» и «Динамо (Тбилиси)».
Основное противостояние на внутренней арене — с фанатами «Черноморца» и киевского «Арсенала», а также донецкого «Шахтёра», запорожского «Металлурга», «Ворсклы», «Металлиста», «Кривбасса» и «Волыни». С советских времён продолжалось противостояние с московским «Спартаком» («Советское футбольное дерби»), которое, впрочем, почти полностью прекратилось из-за отсутствия матчей между клубами.

### Украинское «классико»
Дерби начало проявляться в начале 2000 годов. Эти матчи отличаются высоким напряжением, давлением со стороны СМИ, зачастую, от результата такого матча зависит исход футбольного сезона, так как дерби выходит за пределы Премьер-лиги. Множество раз эти клубы встречались в финале Кубка Украины, а в сезоне 2008/2009 дерби впервые вышло за пределы Украины и команды встретились в полуфинале Кубка УЕФА, где по сумме двух матчей победил «Шахтёр» 3:2. В одном из финалов Кубка Украины был поставлен рекорд по количеству красных карточек, арбитр из Одессы Виктор Швецов показал их 5 штук — 3 «Шахтёру» и 2 «Динамо».

### Штрафы
В марте 2015 года УЕФА наказал «Динамо» частичным закрытием трибун домашнего стадиона за расистское поведение болельщиков во время матча Лиги Европы с «Эвертоном» и оштрафовал на 70 тысяч евро. Ранее УЕФА наказал «Динамо» за поведение болельщиков в 1/16 финала Лиги Европы против «Генгама». В октябре фанатами «Динамо» были избиты 4 темнокожих человека. 25 ноября 2015 года Союз европейских футбольных ассоциаций (УЕФА) наказал киевское «Динамо» проведением двух матчей без зрителей в еврокубках из-за того, что они проявили расовую ненависть по отношению к человеку с другим цветом кожи.

### Телеканал
К середине 2021 года был запланирован запуск кабельного телеканала «Dynamo Kyiv TV». Вещание запланировано на русском и украинском языках в форматах HD и SD, в программе которого помимо футбольных матчей также будут художественные фильмы и развлекательные программы.

### Владельцы и финансы
В евросезоне 1986/87 на время матчей Кубка чемпионов был заключен контракт с западногерманским филиалом фирмы Commodore. В течение восьми матчей киевляне играли в белых футболках с надписью Commodore.
С 2002 году президентом клуба является Игорь Суркис, состояние которого журнал «Корреспондент» в 2008 году оценил в 309 млн долларов. По словам Суркиса, ему принадлежит 81 % акций «Динамо». В марте 2008 года произошла смена организационно-правовой формы клуба: правопреемником ОАО «ФК „Динамо“ Киев» стало ООО «ФК „Динамо“ Киев». В 2011 году бюджет клуба составлял около 65 млн долларов. В летнее межсезонье 2011 года клуб на трансферы потратил 16 миллионов евро, благодаря этому Украина попала в 10 самых расточительных стран мира. Однако и заработал 20 миллионов евро. Самый дорогой трансфер — продажа в «Рубин» Романа Ерёменко, который оценен в 13 млн евро.
В начале июня 2013 «Приватбанк» сообщил, что не будет продлевать спонсорское соглашение с киевским «Динамо», а новым титульным спонсором сроком на три года стал «Надра Банк». Банк будет платить «Динамо» около 3 млн долларов в год. В сезоне 2014/15 в результате банкротства «Надра Банка» вторую половину сезона киевляне доигрывали в футболках без спонсора.
Согласно интервью Игоря Суркиса в 2020 году, бюджет клуба без учёта продажи и покупки футболистов в последние годы составлял 30—35 млн долларов, из которых на дотации акционеров приходилось 15—20 млн. Финансированием команды также занимался народный депутат Григорий Суркис.
В 2018 году против собственника ФК Григория Суркиса открыто дело за растрату средств УЕФА на строительство спортбазы в Гореничах, которая так и не была построена.
В сентябре 2019 года относительно «Динамо» завели уголовное дело за неуплату налогов. Уголовное производство открыла Генеральная прокуратура Украины, для дальнейшего расследования оно было передано в ГБР.
Согласно материалам дела, в ходе досудебного расследования уголовного производства следователи ГПУ установили, что должностные лица ООО «ФК» Динамо «Киев» «обеспечили избежание обществом уплаты налогов в особо крупных размерах путем реализации схем по финансированию деятельности спортивного клуба с использованием банковских счетов оффшорной компании».
В марте 2021 года, прокуратура возобновила ещё одно уголовное производство в отношении «Динамо» из-за по факту уклонения от уплаты налогов при растаможивании двух внедорожников Mercedes Benz ML500.
Согласно данным финансового отчёта независимого аудитора, компании ООО «Крестон Джи Си Джи Аудит», размещенного на официальном клубном сайте, долги группы ООО «ФК „Динамо“ Киев» и «Динамо Киев (Кипр) Лтд» по итогам 2020 года составляют больше 500 миллионов гривен.
| Годы      | Производители формы | Спонсоры                             |
| --------- | ------------------- | ------------------------------------ |
| 1975—1987 | Adidas              | —                                    |
| 1987      | Adidas              | Commodore                            |
| 1987—1988 | Adidas              | OCRIM                                |
| 1988—1989 | Adidas              | —                                    |
| 1989      | Duarig              | FISAC                                |
| 1989—1990 | Admiral             | FISAC                                |
| 1991      | Admiral             | Lufthansa                            |
| 1992—1994 | Umbro               | Lufthansa                            |
| 1994—1995 | Umbro               | —                                    |
| 1996      | Umbro               | Проминвестбанк                       |
| 1996—2004 | Adidas              | Проминвестбанк                       |
| 2004—2006 | Adidas              | Энергохолдинг                        |
| 2006      | Adidas              | Укртелеком                           |
| 2007—2013 | Adidas              | ПриватБанк                           |
| 2013—2014 | Adidas              | Надра Банк                           |
| 2015      | Adidas              | —                                    |
| 2015—2018 | Adidas              | No to racism / Вместе против расизма |
| 2018—2021 | New Balance         | Abank24                              |

## Текущий состав
| 35 | Флаг Украины | Вр  | Руслан Нещерет        | 2002 |  |  |  |  |  |
| 51 | Флаг Украины | Вр  | Валентин Моргун       | 2001 |  |  |  |  |  |
| 74 | Флаг Украины | Вр  | Денис Игнатенко       | 2003 |  |  |  |  |  |
|    |              |     |                       |      |  |  |  |  |  |
| 2  | Флаг Украины | Защ | Константин Вивчаренко | 2002 |  |  |  |  |  |
| 4  | Флаг Украины | Защ | Денис Попов           | 1999 |  |  |  |  |  |
| 24 | Флаг Украины | Защ | Александр Тымчик      | 1997 |  |  |  |  |  |
| 32 | Флаг Украины | Защ | Тарас Мыхавко         | 2005 |  |  |  |  |  |
| 34 | Флаг Украины | Защ | Владислав Захарченко  | 2006 |  |  |  |  |  |
| 40 | Флаг Украины | Защ | Кристиан Биловар      | 2001 |  |  |  |  |  |
|    |              |     |                       |      |  |  |  |  |  |
| 5  | Флаг Украины | ПЗ  | Александр Яцык        | 2003 |  |  |  |  |  |
| 6  | Флаг Украины | ПЗ  | Владимир Бражко       | 2002 |  |  |  |  |  |
| 7  | Флаг Украины | ПЗ  | Андрей Ярмоленко      | 1989 |  |  |  |  |  |
| 8  | Флаг Украины | ПЗ  | Александр Пихалёнок   | 1997 |  |  |  |  |  |
| 9  | Флаг Украины | ПЗ  | Назар Волошин         | 2003 |  |  |  |  |  |

| 10 | Флаг Украины  | ПЗ  | Николай Шапаренко           | 1998 |  |  |  |  |  |
| 15 | Флаг Украины  | ПЗ  | Валентин Рубчинский         | 2002 |  |  |  |  |  |
| 17 | Флаг Колумбии | ПЗ  | Анхель Торрес               | 2000 |  |  |  |  |  |
| 20 | Флаг Украины  | ПЗ  | Александр Караваев          | 1992 |  |  |  |  |  |
| 22 | Флаг Украины  | ПЗ  | Владислав Кабаев            | 1995 |  |  |  |  |  |
| 29 | Флаг Украины  | ПЗ  | Виталий Буяльский (капитан) | 1993 |  |  |  |  |  |
| 44 | Флаг Украины  | ПЗ  | Владислав Дубинчак          | 1998 |  |  |  |  |  |
| 45 | Флаг Украины  | ПЗ  | Максим Брагару              | 2002 |  |  |  |  |  |
| 91 | Флаг Украины  | ПЗ  | Николай Михайленко          | 2001 |  |  |  |  |  |
|    |               |     |                             |      |  |  |  |  |  |
| 11 | Флаг Украины  | Нап | Владислав Ванат             | 2002 |  |  |  |  |  |
| 19 | Флаг Украины  | Нап | Фёдор Задорожный            | 2006 |  |  |  |  |  |
| 21 | Флаг Украины  | Нап | Владислав Супряга           | 2000 |  |  |  |  |  |
| 39 | Флаг Панамы   | Нап | Эдуардо Герреро             | 2000 |  |  |  |  |  |
| 99 | Флаг Украины  | Нап | Матвей Пономаренко          | 2006 |  |  |  |  |  |

## Игроки в аренде
| Игрок                 | Клуб                |           |
| Вратари               | Вратари             | Вратари   |
| Защитники             | Защитники           | Защитники |
| --------------------- | ------------------- | --------- |
| Александр Сирота      | Маккаби (Хайфа)     |           |
| Алексей Гусев         | Кудровка            |           |
| Навин Малыш           | Заря (Луганск)      |           |
| Максим Дячук          | Лехия (Гданьск)     |           |
| Полузащитники         |                     |           |
| Георгий Цитаишвили    | Мец                 |           |
| Витиньо               | Интернасьонал       |           |
| Викентий Волошин      | Заря (Луганск)      |           |
| Решат Рамадани        | Шкендия             |           |
| Антон Царенко         | Лехия (Гданьск)     |           |
| Джастин Лонвейк       | Фортуна (Ситтард)   |           |
| Самба Диалло          | Хапоэль (Иерусалим) |           |
| Максим Василец        | Заря (Луганск)      |           |
| Андрей Маткевич       | Заря (Луганск)      |           |
| Роман Саленко         | Заря (Луганск)      |           |
| Александр Пеикришвили | Динамо (Тбилиси)    |           |
| Нападающие            |                     |           |
| Эрик Рамирес          | Тигре               |           |

## Трансферы 2025/26
| Поз. | Игрок                | Прежний клуб        |
| ---- | -------------------- | ------------------- |
| ПЗ   | Джастин Лонвейк**    | Виборг              |
| ПЗ   | Георгий Цитаишвили** | Гранада             |
| Нап  | Жерсон Родригеш**    | Гуанси Пинго Халяо  |
| Нап  | Эрик Рамирес**       | Тигре               |
| Защ  | Антон Боль**         | Заря (Луганск)      |
| ПЗ   | Николай Михайленко** | Александрия         |
| Защ  | Алексей Гусев**      | Металлист 1925      |
| Защ  | Навин Малыш**        | Ворскла             |
| Защ  | Александр Сирота**   | Маккаби (Хайфа)     |
| Нап  | Владислав Супряга**  | Заря (Луганск)      |
| ПЗ   | Самба Диалло**       | Хапоэль (Иерусалим) |
| ПЗ   | Максим Василец**     | Заря (Луганск)      |
| ПЗ   | Артём Слесар**       | Заря (Луганск)      |
| Нап  | Фёдор Задорожный**   | Заря (Луганск)      |
| ПЗ   | Александр Яцык**     | Заря (Луганск)      |

| Поз. | Игрок                  | Новый клуб        |
| ---- | ---------------------- | ----------------- |
| ПЗ   | Валерий Лучкевич***    |                   |
| ПЗ   | Артём Слесар           | Заря (Луганск)    |
| Защ  | Навин Малыш*           | Заря (Луганск)    |
| ПЗ   | Георгий Цитаишвили*    | Мец               |
| ПЗ   | Роман Саленко*         | Заря (Луганск)    |
| Защ  | Максим Дячук*          | Лехия (Гданьск)   |
| ПЗ   | Александр Пеикришвили* | Динамо (Тбилиси)  |
| Нап  | Жерсон Родригеш***     | Канчанабури Пауэр |
| ПЗ   | Джастин Лонвейк*       | Фортуна (Ситтард) |
| Защ  | Алексей Гусев*         | Кудровка          |
| ПЗ   | Бенито***              | Акритас Хлоракас  |

* В аренду. 

** Из аренды. 

*** Свободный агент.

## Руководство клуба

### Руководство
- Игорь Суркис — президент
- Дмитрий Бриф — вице-президент
- Андрей Мадзяновский — вице-президент
- Алексей Паламарчук — вице-президент
- Михаил Петрошенко — вице-президент
- Алексей Семененко — вице-президент
- Марк Гинзбург — вице-президент

## Тренерский штаб

### Основной состав
- Александр Шовковский — главный тренер
- Эмилиан Карас — ассистент главного тренера
- Сергей Фёдоров — ассистент главного тренера
- Олег Гусев — ассистент главного тренера
- Михаил Михайлов — тренер вратарей
- Виталий Кулыба — тренер по физической подготовке
- Владимир Ярмощук — тренер по физической подготовке
- Сергей Мкртчан — тренер по физической подготовке
- Александр Васильев — тренер по физической подготовке

### Молодёжный состав
- Игорь Костюк — старший тренер
- Олег Венглинский — ассистент старшего тренера
- Александр Мороз — тренер вратарей
- Павел Чередниченко — тренер по физической подготовке

## Инфраструктура

### Стадионы

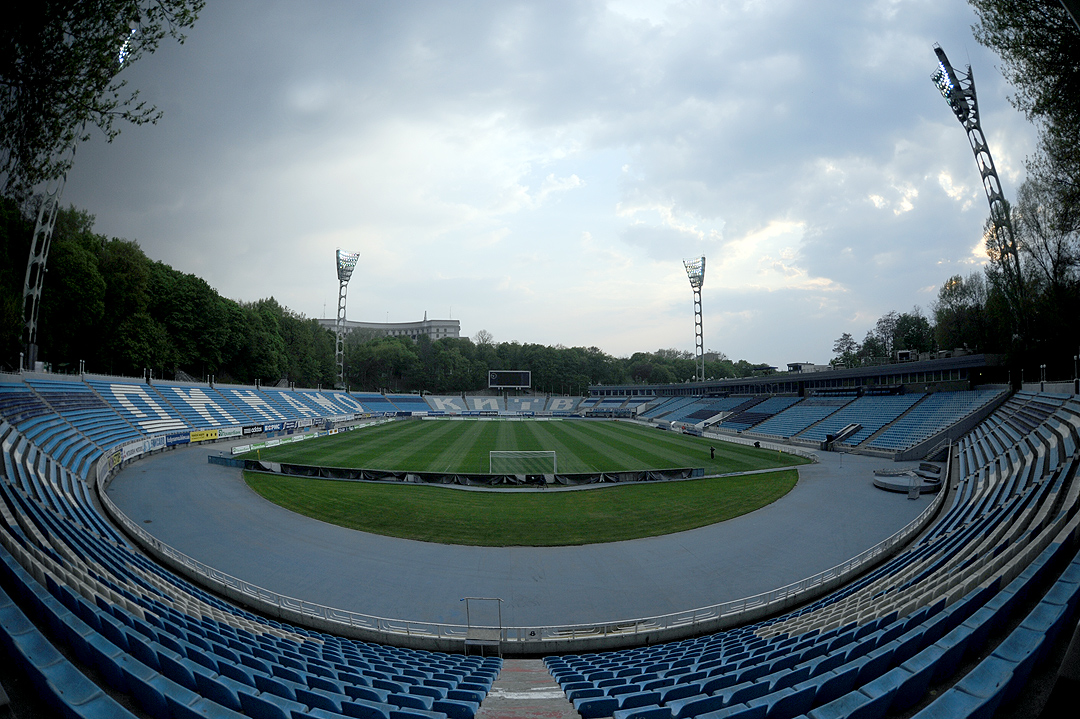
Стадион «Динамо»

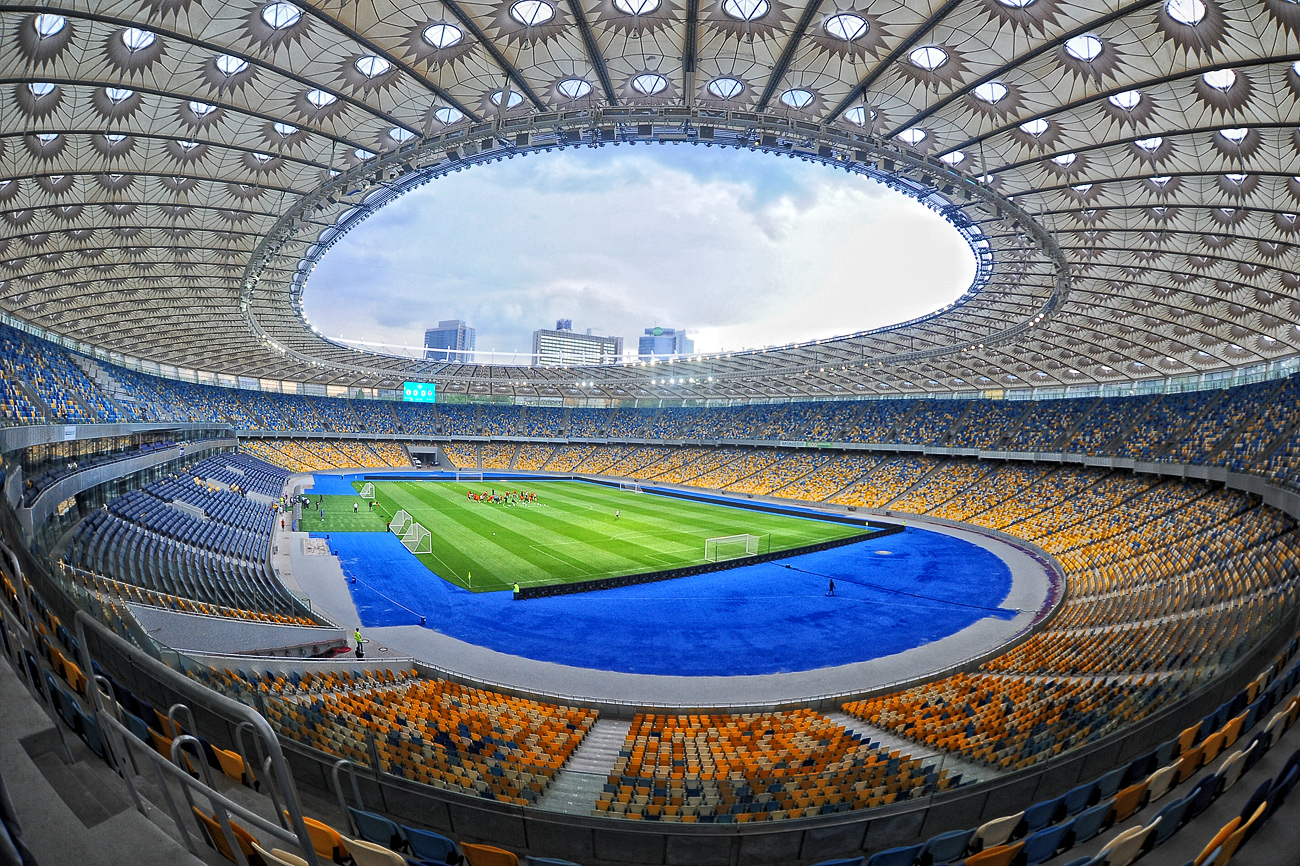
НСК «Олимпийский»

С 1934 года домашней ареной являлся стадион «Динамо», расположенный в живописном парке в центре города, недалеко от берега Днепра. Вместительность стадиона в 1933 году составляла 18 тысяч сидячих мест, однако, по подсчётам, стадион имел возможность принять до 23 тысяч зрителей. Стадион был восстановлен в 1954 году после разрушения в 1941 году во время Второй мировой войны, когда весь Киев превратился в руины, а стадион был разрушен и пришёл в упадок. Новая эра для стадиона наступила накануне Олимпиады-80. Перед Олимпийскими играми, в 1978 году началась реконструкция устаревшей арены. За этот период площадка значительно изменилась: по углам были установлены четыре осветительные вышки, смонтировано электронное табло, административное здание «выросло» ещё на один этаж, капитальной реконструкции подверглась легкоатлетическая дорожка. После реконструкции вместимость трибун уменьшилась до 18 тысяч.
После того как руководить «Динамо» в 1993 году начал Григорий Суркис значительно возросло финансовое положение клуба, что, в свою очередь, отразилось на стадионе. В середине девяностых годов прошлого столетия было сделано всё, чтобы арена отвечала всем международным стандартам предъявляемым ФИФА. Был сделан капитальный ремонт трибун, сидячих мест, служебных помещений. В 2002 году после смерти выдающегося футбольного тренера Валерия Васильевича Лобановского стадиону присвоено его имя, а в 2003 году, к первой годовщине со дня смерти тренера, на территории стадиона ему установлен памятник. Нынешний стадион вмещает 16 873 зрителя. Арена расположена в парковой зоне Киева. С одной стороны территория стадиона граничит с Петровской аллеей, по всем другим сторонам — с Городским парком. С 2012 года проводят свои поединки резервисты футбольного клуба «Динамо».
Начиная с 2012 года все домашние матчи проводятся на НСК «Олимпийский», который вмещает 70 050 зрителей. Впервые команда сыграла на этом стадионе 9 сентября 1945 года матч чемпионата СССР против одноимённой команды из Тбилиси (2:7), а в период с 1953 года по 1996 год стадион был домашней ареной клуба. В период с 1996 года по конец 2007 года, команда проводила на НСК «Олимпийский» игры основных раундов еврокубков и наиболее ответственные игры в чемпионате и Кубке Украины. С 1996 года по конец 2011 года домашние матчи команда играла на стадионе «Динамо» им. В. В. Лобановского.

### Резервные, молодёжные и юношеские команды

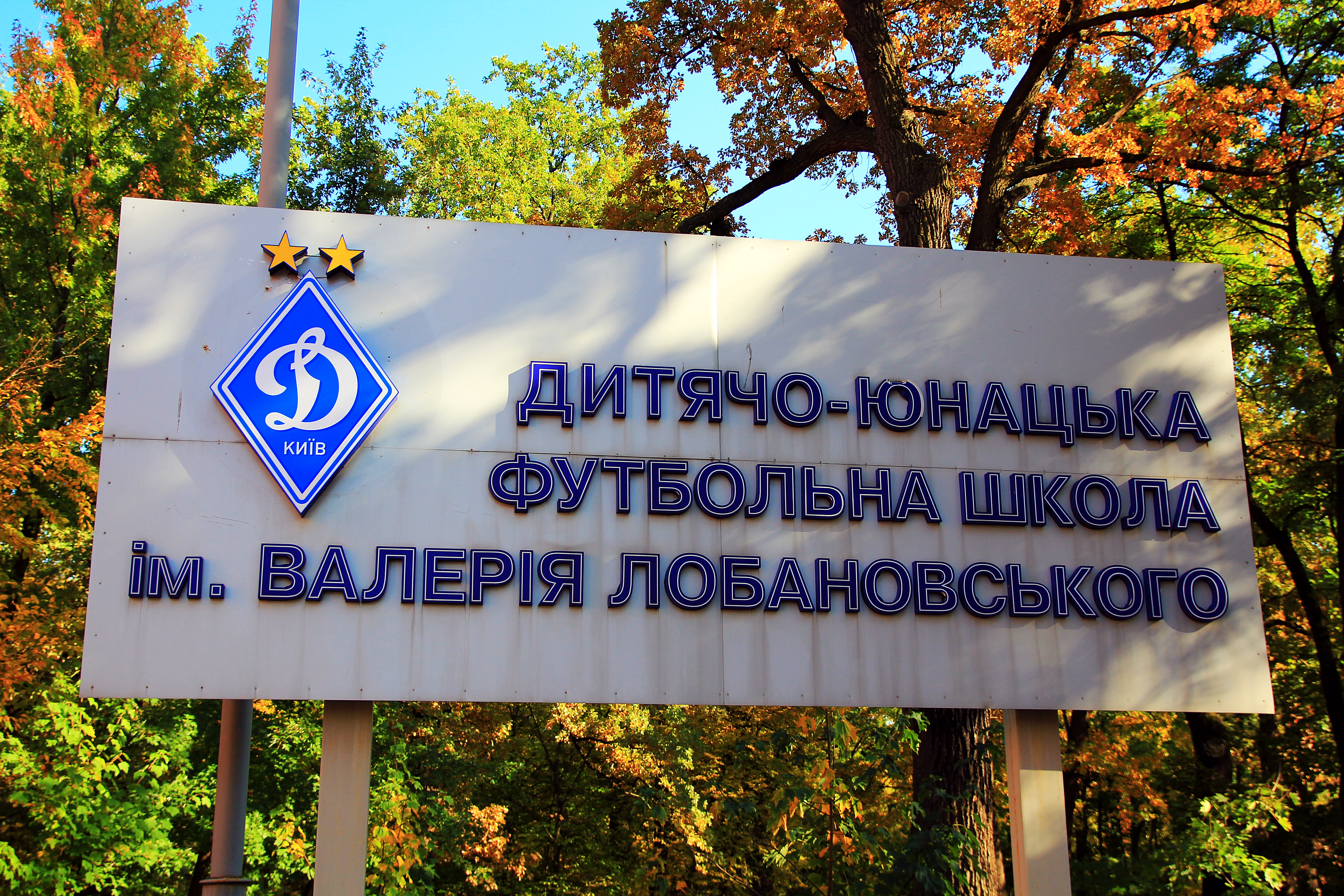
Детско-юношеская школа имени Лобановского

Киевское «Динамо» имеет несколько резервных команд. Резервные команды «киевлян» соревновались в национальных соревнованиях с 1946 года. В 2004 году клуб восстановил свою резервную команду, которая позже стала молодёжной, выступающей на соревнованиях для команд до 21 и 19 лет. После распада Советского Союза в 1991 году «Динамо-2» было возрождено на основе резервной команды «Динамо», которая дважды принимала участие в высшей лиге СССР. Команда продолжала играть в Первой лиге Украины на протяжении более 20 лет. Наряду со второй командой «Динамо» создало и третью команду «Динамо-3», которая сначала играла на любительском уровне, а затем вышла во вторую лигу Украины. С 2016 года «Динамо» расформировало свою номерную команду.
Построенная в конце 50-х годов прошлого века тренировочная база на Нивках имеет большую историю. Здесь воспитывались Олег Блохин, Алексей Михайличенко, Александр Шовковский, Андрей Шевченко и другие ведущие футболисты страны. В 2003 году состоялось официальное открытие полностью обновлённого современного учебно-тренировочного комплекса Детско-юношеской футбольной школы, которая стала называться в честь Валерия Лобановского. В открытии школы участвовал лично президент Украины Леонид Кучма.
Своей загородней учебно-тренировочной базой киевское «Динамо» обзавелось после того, как в 1961 году первым в футбольном СССР нарушило монополию московских клубов и выиграло золотые медали чемпионов страны. Руководящий состав обратился к архитектурной мастерской Виталия Оксюковского. 28 марта 1998 года комплекс был торжественно открыт.

## Достижения

### Украинская ССР
- Чемпионат УССР
  - Чемпион (2): 1931, 1936 (весна)
  - Вице-чемпион (2): 1934, 1935
- Кубок УССР
  - Обладатель (6, рекорд): 1937, 1938, 1944, 1946, 1947, 1948
  - Финалист: 1945
- Суперкубок УССР
  - Обладатель (2): 1936, 1938

### СССР
- Чемпионат СССР
  - Чемпион (13, рекорд): 1961, 1966, 1967, 1968, 1971, 1974, 1975, 1977, 1980, 1981, 1985, 1986, 1990
  - Вице-чемпион (11): 1936 (весна), 1952, 1960, 1965, 1969, 1972, 1973, 1976 (осень), 1978, 1982, 1988
  - Бронзовый призёр (3): 1937, 1979, 1989
- Кубок СССР
  - Обладатель (9): 1954, 1964, 1965/66, 1974, 1978, 1982, 1984/85, 1987, 1990
  - Финалист: 1973
- Суперкубок СССР
  - Обладатель (3, рекорд): 1981, 1986, 1987

### Украина
- Чемпионат Украины
  - Чемпион (17, рекорд): 1992/93, 1993/94, 1994/95, 1995/96, 1996/97, 1997/98, 1998/99, 1999/00, 2000/01, 2002/03, 2003/04, 2006/07, 2008/09, 2014/15, 2015/16, 2020/21, 2024/25
  - Серебряный призёр (14): 1992, 2001/02, 2004/05, 2005/06, 2007/08, 2009/10, 2010/11, 2011/12, 2016/17, 2017/18, 2018/19, 2019/20, 2021/22, 2023/24
  - Бронзовый призёр: 2012/13
- Кубок Украины
  - Обладатель (13): 1992/93, 1995/96, 1997/98, 1998/99, 1999/00, 2002/03, 2004/05, 2005/06, 2006/07, 2013/14, 2014/15, 2019/20, 2020/21
  - Финалист (6): 2001/02, 2007/08, 2010/11, 2016/17, 2017/18, 2024/25
- Суперкубок Украины
  - Обладатель (9, рекорд): 2004, 2006, 2007, 2009, 2011, 2016, 2018, 2019, 2020

### Международные
- Лига чемпионов УЕФА / Кубок чемпионов
  - Полуфиналист (3): 1976/77, 1986/87, 1998/99
- Кубок обладателей кубков УЕФА
  - Обладатель (2): 1974/75, 1985/86
- Лига Европы УЕФА / Кубок УЕФА
  - Полуфиналист: 2008/09
- Суперкубок УЕФА
  - Обладатель: 1975

### Неофициальные
- Кубок Содружества (4): 1996, 1997, 1998, 2002
- Чемпион Объединённого турнира: 2013
- Обладатель Кубка Первого канала: 2008
- Обладатель кубка Trofeo Ciudad de Valladolid (2): 1973, 1974
- Обладатель Trofeo Teresa Herrera (2): 1981, 1982
- Обладатель кубка «Zalai Hirlap Kupa»: 1986
- Обладатель Кубка Сантьяго Бернабеу: 1986
- Амстердамский турнир: 1986
- Обладатель Тихоокеанского Кубка «Pacific Cup»: 1988
- Обладатель Кубка «Пикки»: 1988
- Турнир памяти Валерия Лобановского Обладатель (2): 2003, 2004
- Обладатель кубка Football Impact CUP 2012: 2012
- Финалист кубка Marbella Cup: 2012

## Достижения игроков «Динамо»

### Обладатели «Золотого мяча»

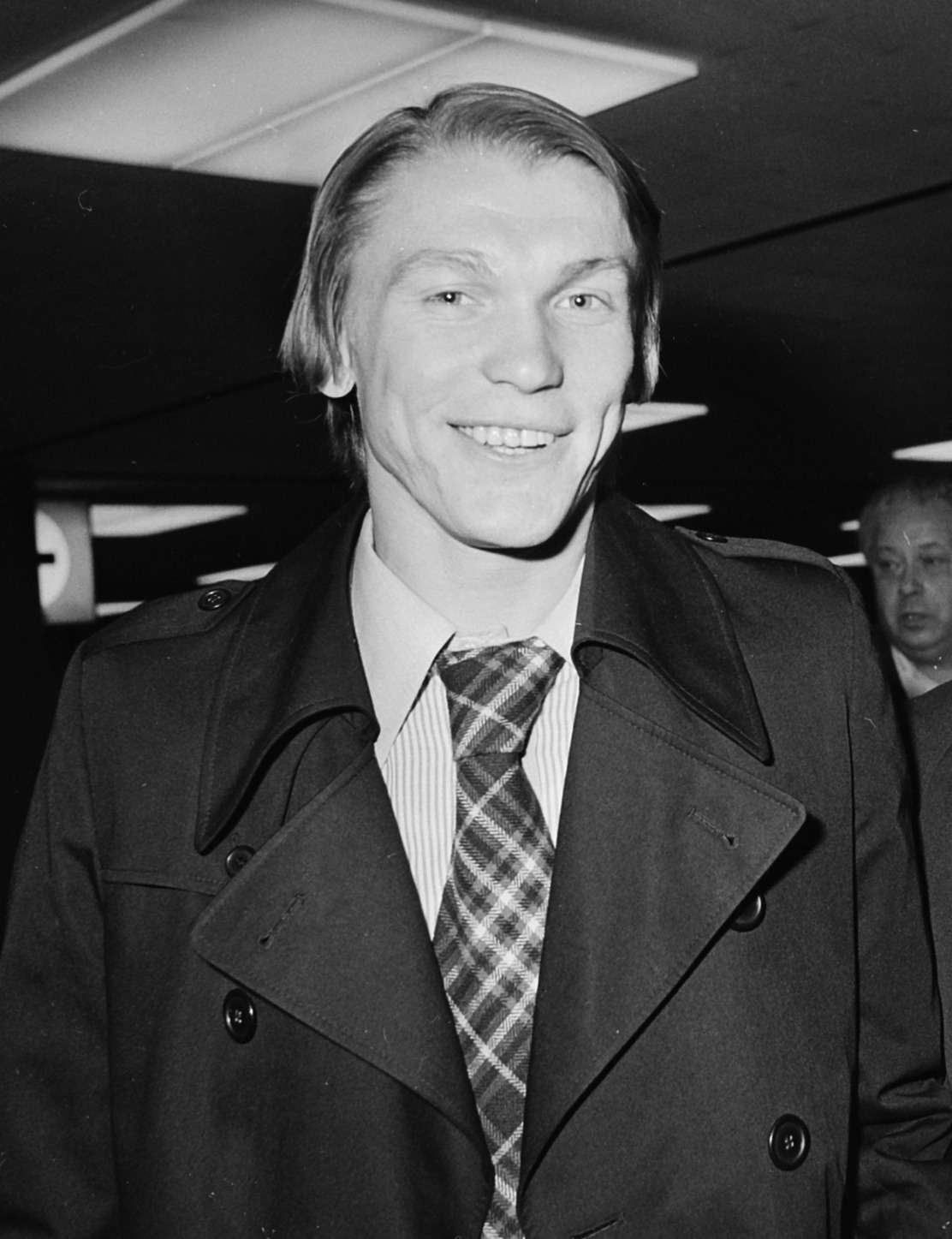
Олег Блохин обладатель Золотого мяча 1975

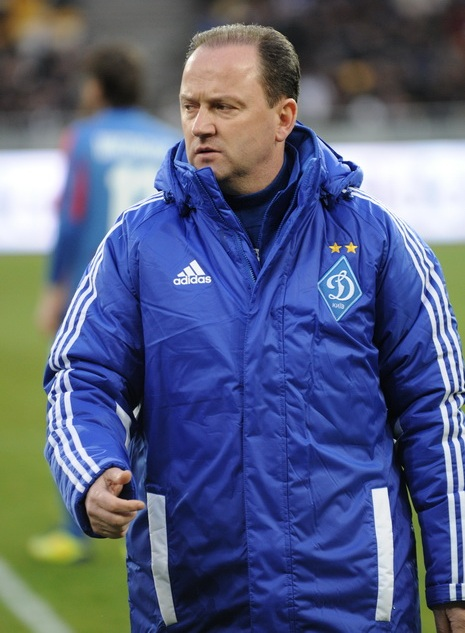
Игорь Беланов обладатель Золотого мяча 1986

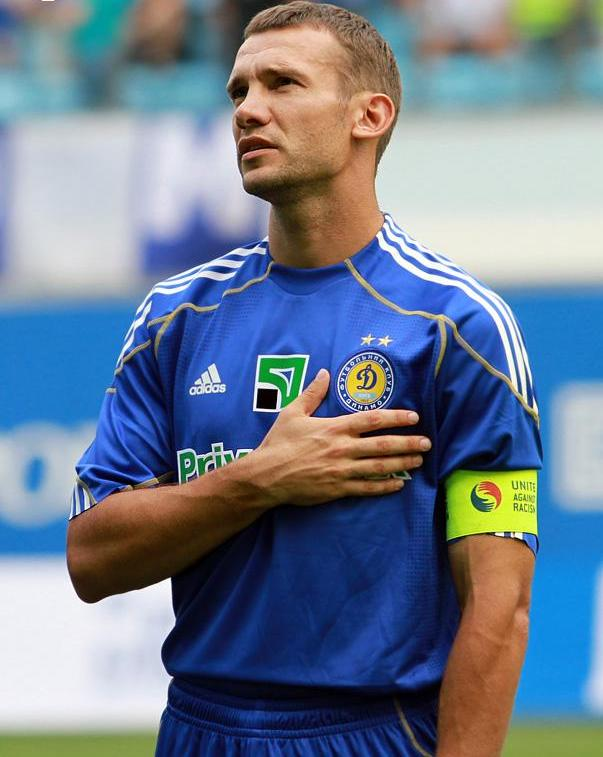
Андрей Шевченко — один из лучших бомбардиров в истории клуба

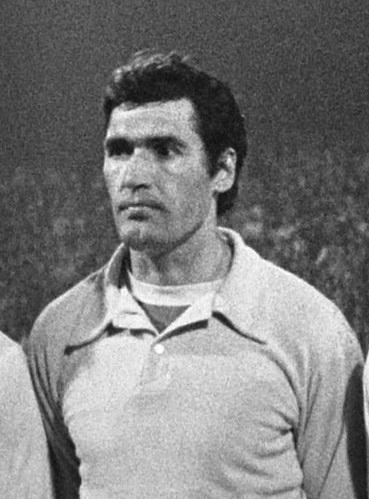
Евгений Рудаков — самый титулованный вратарь советского футбола

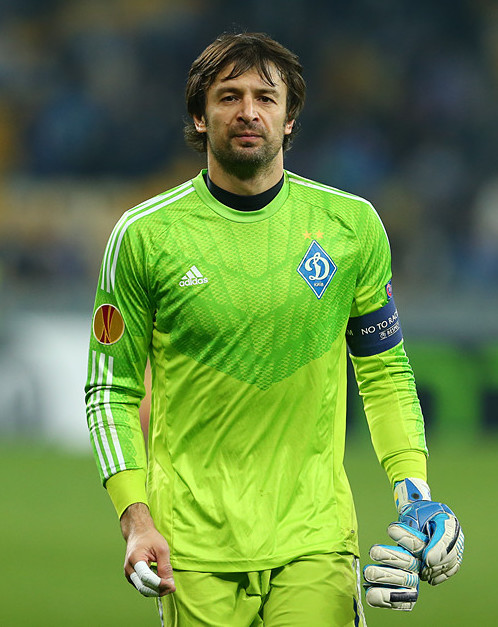
Александр Шовковский — экс-капитан и рекордсмен по проведённым за «Динамо» матчам

Следующие футболисты получили «Золотой мяч», выступая за «Динамо» Киев:
- Олег Блохин — 1975
- Игорь Беланов — 1986

### Лучшие бомбардиры еврокубков
Следующие футболисты становились лучшими бомбардирами европейских клубных турниров, являясь игроками «Динамо»:
- Лучший клубный нападающий Европы (версия УЕФА): Андрей Шевченко — 1999
- Лучший нападающий Лиги чемпионов УЕФА (версия УЕФА): Андрей Шевченко — 1999
- Лучший бомбардир Лиги чемпионов УЕФА: Андрей Шевченко — 1999 (8 голов)
- Лучший бомбардир Кубка обладателей кубков УЕФА: Олег Блохин, Игорь Беланов, Александр Заваров — 1986 (по 5 голов)
- Лучший бомбардир Лиги чемпионов УЕФА: Сергей Ребров — 2000 (с учётом квалификационных игр)

### Футболисты года СССР
Следующие футболисты становились футболистами года в СССР, являясь игроками «Динамо» Киев:
- Андрей Биба — 1966
- Владимир Мунтян — 1969
- Евгений Рудаков — 1971
- Олег Блохин — 1973, 1974, 1975
- Анатолий Демьяненко — 1985
- Александр Заваров — 1986
- Алексей Михайличенко — 1988

### Лучшие бомбардиры чемпионата СССР
Следующие футболисты становились лучшими бомбардирами чемпионата СССР, являясь игроками «Динамо» Киев:
- Макар Гончаренко — 1938
- Андрей Зазроев — 1952
- Олег Блохин — 1972, 1973, 1974, 1975, 1977
- Олег Протасов — 1990

### Вратари года в СССР
Следующие футболисты становились лучшими вратарями года в СССР, являясь игроками «Динамо» Киев:
- Виктор Банников — 1964
- Евгений Рудаков — 1969, 1971, 1972
- Виктор Чанов — 1986

### Лучшие бомбардиры чемпионата Украины
Следующие футболисты становились лучшими бомбардирами чемпионата Украины, являясь игроками «Динамо» Киев:
- Сергей Ребров — 1997/98
- Андрей Шевченко — 1998/99
- Максим Шацких — 1999/00, 2002/03
- Артем Милевский — 2009/10
- Андрей Ярмоленко — 2016/17
- Владислав Ванат — 2023/24, 2024/25

### Футболисты года на Украине
Следующие футболисты становились футболистами года на Украине, являясь игроками «Динамо» Киев:
- Виктор Серебряников — 1969
- Владимир Мунтян — 1970
- Евгений Рудаков — 1971
- Олег Блохин — 1972, 1973, 1974, 1975, 1976, 1977, 1978, 1980, 1981
- Анатолий Демьяненко — 1982, 1985
- Александр Заваров — 1986
- Алексей Михайличенко — 1987, 1988
- Владимир Бессонов — 1989
- Сергей Юран — 1990
- Ахрик Цвейба — 1991
- Виктор Леоненко — 1992, 1993, 1994
- Юрий Калитвинцев — 1995
- Сергей Ребров — 1996, 1998
- Андрей Шевченко — 1997, 1999
- Артем Милевский — 2008, 2009
- Андрей Ярмоленко — 2013, 2014, 2015, 2017
- Виктор Цыганков — 2018

### Вратари года в чемпионате Украины
Следующие футболисты становились вратарями года на Украине, являясь игроками «Динамо» Киев:
- Александр Шовковский — 1994, 1997, 1998, 1999, 2003, 2004, 2005, 2006, 2011
- Максим Коваль — 2013
- Георгий Бущан — 2021

### Чемпионы Европы
Следующие футболисты становились чемпионами Европы, являясь игроками «Динамо» Киев:
- Юрий Войнов — 1960
- Юрий Ковалёв — 1960

### Олимпийские чемпионы
Следующие футболисты становились Олимпийскими чемпионами, выступая за «Динамо» Киев:
- Алексей Михайличенко — 1988

### Обладатели Кубка африканских наций
Следующие футболисты становились обладателями Кубка африканских наций, являясь игроками «Динамо» Киев:
- Браун Идейе — 2013

### ФИФА 100
Следующие футболисты, игравшие за «Динамо» Киев, числятся в списке ФИФА 100:
- Андрей Шевченко

## Главные тренеры

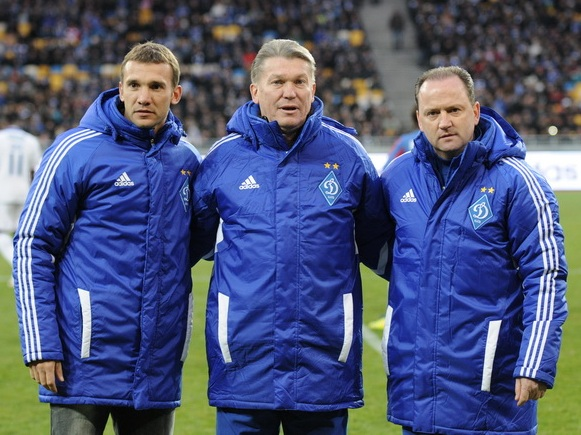
Игравшие в «Динамо» обладатели Золотого мяча: Андрей Шевченко, Олег Блохин и Игорь Беланов

- 1936—1937 — Товаровский, Михаил Давидович
- 1938 — Фомин, Владимир Васильевич
- 1939—1940 — Печёный, Михаил Фёдорович
- 1941, 1947 — Бутусов, Михаил Павлович
- 1944—1945 — Махиня, Николай Борисович
- 1945—1946 — Корчебоков, Лев Николаевич
- 1946 — Идзковский, Антон Леонардович
- 1946 — Апухтин, Борис Трифонович
- 1947 — Щегоцкий, Константин Васильевич
- 1948 — Сушков, Михаил Павлович
- 1949 — Окунь, Михаил Осипович
- 1950 — Фокин, Евгений Васильевич
- 1951—1956, 1959 — Ошенков, Олег Александрович (Кубок СССР: 1954)
- 1957—1958 — Шиловский, Виктор Константинович
- 1959—1962 — Соловьёв, Вячеслав Дмитриевич (1 место в чемпионате СССР: 1961)
- 1963, 1970 — Терентьев, Виктор Васильевич
- 1963 — Зубрицкий, Анатолий Фёдорович
- 1964—1970 — Маслов, Виктор Александрович (1 место в чемпионате СССР: 1966, 1967, 1968; Кубок СССР: 1964, 1966)
- 1971—1973 — Севидов, Александр Александрович (1 место в чемпионате СССР: 1971)
- 1973—1982 — Лобановский, Валерий Васильевич (1 место в чемпионате СССР: 1974, 1975, 1977, 1980, 1981; Кубок СССР: 1974, 1978, 1982; Кубок обладателей кубков УЕФА: 1975; Суперкубок УЕФА: 1975; полуфиналист Кубка европейских чемпионов: 1977) (в 1974—1976 — совместно с Базилевичем, Олегом Петровичем)
- 1983 — Морозов, Юрий Андреевич
- 1984—1990 — Лобановский, Валерий Васильевич (1 место в чемпионате СССР: 1985, 1986, 1990; Кубок СССР: 1985, 1987, 1990; Кубок обладателей кубков УЕФА: 1986; полуфиналист Кубка европейских чемпионов: 1987)
- 1990—1992 — Пузач, Анатолий Кириллович
- 1993 — Фоменко, Михаил Иванович (1 место в чемпионате Украины: 1993; Кубок Украины: 1993)
- 1992, 1994, 1995—1996, 2004—2005 — Сабо, Йожеф Йожефович (1 место в чемпионате Украины: 1994, 1996; Кубок Украины: 1996, 2005)
- январь-апрель 1995 — Онищенко, Владимир Иванович
- апрель — июнь 1995 — Павлов, Николай Петрович (исполняющий обязанности,1 место в чемпионате Украины: 1995)
- 1997—2002 — Лобановский, Валерий Васильевич (1 место в чемпионате Украины: 1997, 1998, 1999, 2000, 2001; Кубок Украины: 1998, 1999, 2000; полуфиналист Лиги чемпионов УЕФА: 1999)
- 2002—2004 — Михайличенко, Алексей Александрович (1 место в чемпионате Украины: 2003, 2004; Кубок Украины: 2003; Суперкубок Украины: 2004)
- 2004—2005 — Сабо, Йожеф Йожефович
- июнь-август 2005 — Буряк, Леонид Иосифович
- 2005—2007 — Демьяненко, Анатолий Васильевич (1 место в чемпионате Украины: 2007; Кубок Украины: 2006, 2007; Суперкубок Украины: 2006, 2007)
- 2007 — Сабо, Йожеф Йожефович (исполняющий обязанности)
- 2007 — Лужный, Олег Романович (исполняющий обязанности)
- 2008—2009 — Сёмин, Юрий Павлович (1 место в чемпионате Украины: 2009; полуфиналист Кубка УЕФА: 2009)
- 2009—2010 — Газзаев, Валерий Георгиевич (Суперкубок Украины: 2009)
- 2010 — Лужный, Олег Романович (исполняющий обязанности)
- 2010—2012 — Сёмин, Юрий Павлович (Суперкубок Украины: 2011)
- 2012—2014 — Блохин, Олег Владимирович
- 2014—2017 — Ребров, Сергей Станиславович (1 место в чемпионате Украины: 2014/15, 2015/16; Кубок Украины: 2014, 2015, Суперкубок Украины: 2016)
- 2017—2019 — Хацкевич, Александр Николаевич (Суперкубок Украины: 2018, 2019)
- 2019—2020 — Михайличенко, Алексей Александрович (Кубок Украины: 2019/20)
- 2020—2023 — Луческу, Мирча (1 место в чемпионате Украины: 2020/21; Кубок Украины: 2021; Суперкубок Украины: 2020)
- 2023—н. в. — Шовковский, Александр Владимирович (1 место в чемпионате Украины: 2024/25)

## Рекордсмены

### Игроки с наибольшим количеством голов
| #  | Имя              | Сезон               | Чемпионат | Кубок | Еврокубки | Прочие | Всего |
| -- | ---------------- | ------------------- | --------- | ----- | --------- | ------ | ----- |
| 1  | Олег Блохин      | 1969—1987           | 211       | 29    | 26        | 0      | 266   |
| 2  | Сергей Ребров    | 1992—2000 2005—2007 | 113       | 19    | 31        | 0      | 163   |
| 3  | Максим Шацких    | 1999—2008           | 97        | 22    | 23        | 0      | 142   |
| 4  | Андрей Ярмоленко | 2007—2017           | 99        | 19    | 19        | 0      | 137   |
| 5  | Андрей Шевченко  | 1994—1999 2009—2012 | 83        | 16    | 25        | 0      | 124   |
| 6  | Олег Гусев       | 2003—2016 2017—2018 | 58        | 14    | 22        | 2      | 96    |
| 7  | Виктор Цыганков  | 2016—2023           | 77        | 4     | 13        | 0      | 94    |
| 8  | Артём Милевский  | 2002—2013           | 57        | 11    | 16        | 3      | 87    |
| 9  | Виктор Каневский | 1953—1964           | 80        | 5     | 0         | 0      | 85    |
| 10 | Леонид Буряк     | 1973—1984           | 56        | 12    | 14        | 0      | 82    |

- Прочие — Национальный Суперкубок

### Игроки с наибольшим количеством матчей
| #  | Имя                  | Сезон               | Чемпионат | Кубок | Еврокубки | Прочие | Всего |
| -- | -------------------- | ------------------- | --------- | ----- | --------- | ------ | ----- |
| 1  | Александр Шовковский | 1993—2016           | 426       | 58    | 144       | 9      | 637   |
| 2  | Олег Блохин          | 1969—1987           | 432       | 67    | 79        | 4      | 582   |
| 3  | Олег Гусев           | 2003—2016 2017—2018 | 296       | 43    | 98        | 6      | 443   |
| 4  | Анатолий Демьяненко  | 1979—1990 1992—1993 | 347       | 46    | 43        | 3      | 439   |
| 5  | Леонид Буряк         | 1973—1984           | 304       | 51    | 51        | 2      | 408   |
| 6  | Владимир Веремеев    | 1968—1982           | 310       | 45    | 44        | 2      | 401   |
| 7  | Владимир Мунтян      | 1965—1977           | 302       | 34    | 35        | 0      | 371   |
| 8  | Владимир Бессонов    | 1976—1990           | 277       | 47    | 39        | 4      | 367   |
| 9  | Сергей Ребров        | 1992—2000 2005—2007 | 242       | 44    | 72        | 2      | 360   |
| 10 | Владислав Ващук      | 1993—2002 2005—2008 | 254       | 41    | 62        | 0      | 357   |

- Прочие — Национальный Суперкубок

### Футболисты, сыгравшие 100 и более матчей
Список футболистов, сыгравших 100 и более матчей за клуб. Учитываются только матчи официальных турниров (чемпионат СССР, кубок СССР, кубок сезона, чемпионат Украины, кубок Украины, кубок Федерации футбола СССР, приз Всесоюзного комитета, Суперкубок Украины, Кубок чемпионов УЕФА, Лига чемпионов УЕФА, Кубок УЕФА, Лига Европы УЕФА, Кубок обладателей кубков УЕФА, Суперкубок УЕФА).
- Александр Алиев
- Александр Андриевский
- Олег Базилевич
- Сергей Балтача
- Андрей Баль
- Виктор Банников
- Игорь Беланов
- Валентин Белькевич
- Артём Беседин
- Владимир Бессонов
- Бетан
- Андрей Биба
- Олег Блохин
- Денис Бойко
- Леонид Буряк
- Георгий Бущан
- Виталий Буяльский
- Анатолий Бышовец
- Владислав Ванат
- Владислав Ващук
- Мигел Велозу
- Беньямин Вербич
- Владимир Веремеев
- Домагой Вида
- Павел Виньковатов
- Юрий Войнов
- Огнен Вукоевич
- Горан Гавранчич
- Денис Гармаш
- Тибериу Гиоане
- Александр Головко
- Олег Гусев
- Андрей Гусин
- Анатолий Демьяненко
- Карлос Де Пена
- Юрий Дмитрулин
- Александар Драгович
- Вадим Евтушенко
- Роман Ерёменко
- Владимир Ерохин
- Сергей Журавлёв
- Александр Заваров
- Анатолий Зубрицкий
- Браун Идейе
- Тамаш Кадар
- Каха Каладзе
- Юрий Калитвинцев
- Виктор Каневский
- Александр Караваев
- Томаш Кендзёра
- Клебер
- Сергей Ковалец
- Максим Коваль
- Виктор Колотов
- Анатолий Коньков
- Карлос Корреа
- Виталий Косовский
- Артём Кравец
- Олег Кузнецов
- Владимир Левченко
- Виктор Леоненко
- Геннадий Литовченко
- Валерий Лобановский
- Олег Лужный
- Олег Макаров
- Виктор Матвиенко
- Николай Махиня
- Виталий Миколенко
- Артём Милевский
- Дмитрий Михайленко
- Алексей Михайличенко
- Михаил Михайлов
- Тарас Михалик
- Николай Морозюк
- Владимир Мунтян
- Андрей Несмачный
- Милош Нинкович
- Владимир Онищенко
- Леонид Островский
- Георги Пеев
- Денис Попов
- Анатолий Пузач
- Василий Рац
- Сергей Ребров
- Стефан Решко
- Диого Ринкон
- Евгений Рудаков
- Сергей Рыбалка
- Йожеф Сабо
- Олег Саленко
- Виктор Серебряников
- Сергей Сидорчук
- Данило Силва
- Пётр Слободян
- Анатолий Сучков
- Владимир Трошкин
- Василий Турянчик
- Александр Тымчик
- Сергей Фёдоров
- Михаил Фоменко
- Александр Хацкевич
- Евгений Хачериди
- Виталий Хмельницкий
- Виктор Цыганков
- Виктор Чанов
- Флорин Чернат
- Николай Шапаренко
- Максим Шацких
- Андрей Шевченко
- Владимир Шепелев
- Сергей Шматоваленко
- Александр Шовковский
- Владимир Щегольков
- Бадр Эль-Каддури
- Айила Юссуф
- Павел Яковенко
- Иван Яремчук
- Андрей Ярмоленко